# Budowlani Łódź (piłka siatkowa kobiet)
Budowlani Łódź – polski kobiecy klub siatkarski z siedzibą w Łodzi, utworzony w 2006 roku jako jedna z sekcji klubu Budowlani Łódź. Wicemistrz i brązowy medalista mistrzostw Polski, dwukrotny zdobywca Pucharu Polski oraz uczestnik Ligi Mistrzyń i Pucharu CEV.
Od 14 października 2009 roku klub działa jako spółka akcyjna.
Od 2009 roku zespół występuje w Lidze Siatkówki Kobiet.

## Nazwy klubu[7]
- 2009-2011 Organika Budowlani Łódź
- 2011-2013 Budowlani Łódź
- 2013-2014 Beef Master Budowlani Łódź
- 2014-2016 Budowlani Łódź
- 2016-2024 Grot Budowlani Łódź
- 2024- PGE Grot Budowlani Łódź[8]

## Historia
Siatkarki Budowlanych Łódź wywodzą swą historię od Klubu Sportowego "Budowlani" działającego w Łodzi od 1948 roku. Sekcję siatkówki kobiet utworzono w latach 70., lecz jedynym sukcesem, jaki zanotowała w ciągu kolejnych kilkunastu lat był awans do II ligi. Pod koniec lat 80. jej działalność została zawieszona, a klub skupił się na innych dyscyplinach sportowych.
Po blisko dwóch dekadach podjęto próby reaktywacji drużyny siatkarskiej. W sezonie 2005/2006 Budowlani połączyli siły z najbardziej utytułowanym łódzkim zespołem w historii kobiecej siatkówki – Startem, wystawiając drużynę Budowlani−Start w rozgrywkach I ligi. W jej składzie znalazły się takie siatkarki jak m.in. Swietłana Riabko, Anna Rudzka-Adamiak, Joanna Bednarek czy Julija Szełuchina, a funkcję trenera powierzono Jackowi Pasińskiemu. Łodzianki zakończyły rozgrywki na 3. pozycji ustępując jedynie Gedanii Gdańsk i MKS-owi Dąbrowa Górnicza, a działacze obu zespołów nie porozumieli się w sprawie dalszej współpracy. Następnie pojawiła się szansa na fuzję z innym słynnym klubem − ŁKS-em, ale rozmowy zakończyły się fiaskiem.
Nieudane próby współdziałania z lokalnymi drużynami doprowadziły do tego, że władze Budowlanych zdecydowały o samodzielnym stworzeniu zespołu. W 2006 roku podczas jednego ze spotkań Ligi Światowej w Pałacu Sportu, prezes klubu – Wiesław Chudzik rozmawiał z Sylwestrem Szymalakiem, prezesem Organika SA na temat sponsorowania rugbistów. Ten nie chciał finansować rugby, ale kiedy Chudzik zaproponował mu udział przy tworzeniu siatkarskiej drużyny, przystał na propozycję. Podpisano umowę z firmą Organika SA Łódź, zgodnie z którą została strategicznym sponsorem sekcji siatkówki kobiet. Organika Budowlani Łódź wystartowała w sezonie 2006/2007 w rozgrywkach III ligi.
 Sezon 2006/2007 
Skład nowo powstałego zespołu zasiliły zawodniczki grające dotychczas w innych łódzkich klubach oraz w regionie. Ze Startu przeszli Anna Rudzka-Adamiak i trener Jacek Pasiński, zaś z ŁKS-u dołączyły m.in. Agnieszka Wołoszyn, Katarzyna Ciesielska oraz Sylwia Jasińska. Przed decydującymi spotkaniami sezonu klub wzmocniła Katarzyna Ligwińska.
Budowlane nie miały najmniejszych problemów z uzyskaniem awansu do II ligi. Jeden z turniejów finałowych III ligi został rozegrany w hali OSiR Angelica położonej przy ulicy Rzgowskiej, należącej do Wyższej Szkoły Informatyki w Łodzi. Przed własną publicznością zawody wygrały gospodynie, pokonując w ostatnim meczu MKS Olimpijczyka Gdańsk 3:0. Wcześniej w podobnym stosunku zwyciężyły MKS Wodzisław Śląski i MUKS Poprad Stary Sącz. W półfinałach bez straty seta pokonały w turnieju rozgrywanym w Sandomierzu MKS Maraton Krzeszowice, MUKS Piątka Sandomierz oraz USPS Stal Nowa Dęba. Walkę o II ligę rozpoczęły od zwycięstwa w turnieju o mistrzostwo wojewódzkie, w którym wyprzedziły MMKS Łęczyca, ŁMLKS Łask oraz Skrę II Bełchatów. Łodzianki wygrały w III lidze grupie 1 wszystkie spotkania nie tracąc ani jednego seta.
| Skład Budowlanych Łódź w sezonie 2006/2007 | Skład Budowlanych Łódź w sezonie 2006/2007 | Skład Budowlanych Łódź w sezonie 2006/2007 | Skład Budowlanych Łódź w sezonie 2006/2007 | Skład Budowlanych Łódź w sezonie 2006/2007 |
| Numer                                      | Imię i nazwisko                            | Data urodzenia                             | Wzrost                                     | Pozycja                                    |
| ------------------------------------------ | ------------------------------------------ | ------------------------------------------ | ------------------------------------------ | ------------------------------------------ |
| 2                                          | Katarzyna Ciesielska                       | 27 października 1987(dts)                  | 172                                        | libero                                     |
| 5                                          | Anna Rudzka-Adamiak                        | 10 stycznia 1969(dts)                      | 176                                        | przyjmująca                                |
| 7                                          | Aleksandra Kuźmin                          | 30 listopada 1987(dts)                     | 184                                        | środkowa                                   |
| 9                                          | Sylwia Jasińska                            | 11 sierpnia 1977(dts)                      | 184                                        | środkowa                                   |
| 10                                         | Katarzyna Łubis                            | 10 maja 1987(dts)                          | 172                                        | rozgrywająca                               |
| 15                                         | Agnieszka Wołoszyn                         | 5 października 1981(dts)                   | 182                                        | atakująca                                  |
|                                            | Katarzyna Ligwińska                        | 1982                                       | 175                                        | przyjmująca                                |
|                                            | Ewa Kaczmarek                              |                                            |                                            |                                            |
|                                            | Agnieszka Adamska                          |                                            |                                            |                                            |
|                                            | Małgorzata Bednarska                       |                                            |                                            |                                            |

 Sezon 2007/2008 
Przed zmaganiami w II lidze klub wzmocnił się kilkoma siatkarkami. Pozyskano Joannę Bednarek, Martę Wankiewicz, Magdalenę Blomberg oraz Kingę Baran. Największą niespodzianką okazał się powrót do Łodzi mistrzyni Europy z 2003 roku − Małgorzaty Niemczyk, która została kapitanem zespołu oraz asystentką trenera Pasińskiego.

Łodzianki zrobiły kolejny krok do najwyższej klasy rozgrywkowej. Awansowały do I ligi pokonując w barażach 3:0 w stanie rywalizacji TPS Rumia. W fazie play-off zwyciężyły w półfinałach AZS AWF Warszawa w trzech meczach oraz w takim samym stosunku w finałach Legionovię Legionowo. Wcześniej zajęły 1. miejsce w 3 grupie II ligi przegrywając zaledwie jeden mecz.
Zespół po raz pierwszy w swojej historii wziął udział w Pucharze Polski. Znalazły się w dwunastce najlepszych drużyn, obok 10 klubów LSK i jednego z I ligi. Zajęły 11. miejsce wygrywając trzy z dwunastu spotkań. Po drodze wyeliminowały Piasta Szczecin (II runda), Politechnikę Częstochowską (III runda) i Skrę Bełchatów (IV runda).
| Skład Budowlanych Łódź w sezonie 2007/2008 | Skład Budowlanych Łódź w sezonie 2007/2008 | Skład Budowlanych Łódź w sezonie 2007/2008 | Skład Budowlanych Łódź w sezonie 2007/2008 | Skład Budowlanych Łódź w sezonie 2007/2008 |
| Numer                                      | Imię i nazwisko                            | Data urodzenia                             | Wzrost                                     | Pozycja                                    |
| ------------------------------------------ | ------------------------------------------ | ------------------------------------------ | ------------------------------------------ | ------------------------------------------ |
| 1                                          | Magdalena Blomberg                         | 23 stycznia 1983(dts)                      | 180                                        | środkowa                                   |
| 2                                          | Katarzyna Ciesielska                       | 27 października 1987(dts)}                 | 172                                        | libero                                     |
| 4                                          | Joanna Bednarek                            | 23 września 1976(dts)                      | 182                                        | przyjmująca                                |
| 5                                          | Anna Rudzka-Adamiak                        | 10 stycznia 1969(dts)                      | 176                                        | przyjmująca                                |
| 7                                          | Aleksandra Kuźmin                          | 30 listopada 1987(dts)                     | 184                                        | środkowa                                   |
| 8                                          | Marta Wankiewicz                           | 17 stycznia 1984(dts)                      | 178                                        | przyjmująca                                |
| 9                                          | Sylwia Jasińska                            | 11 sierpnia 1977(dts)                      | 184                                        | środkowa                                   |
| 10                                         | Katarzyna Łubis                            | 10 maja 1987(dts)                          | 172                                        | rozgrywająca                               |
| 11                                         | Kinga Baran                                | 29 kwietnia 1982(dts)                      | 177                                        | rozgrywająca                               |
| 13                                         | Małgorzata Niemczyk                        | 25 października 1969(dts)                  | 178                                        | przyjmująca                                |
| 15                                         | Agnieszka Wołoszyn                         | 5 października 1981(dts)                   | 182                                        | atakująca                                  |

 Sezon 2008/2009 
Do pierwszoligowych Organiki Budowlanych przeszły m.in. cztery siatkarki, które ostatnio występowały w Lidze Siatkówki Kobiet. Do rodzimej Łodzi wróciła Katarzyna Jaszewska, która karierę zaczynała w ŁKS-ie, a także Marta Pluta, Karolina Wiśniewska oraz Julija Szełuchina, będąca wcześniej siatkarką Budowlanych-Startu. Ukraińska środkowa dołączyła do drużyny w połowie sezonu w związku z przerwą spowodowaną urodzeniem dziecka. W ramach przedsezonowych przygotowań rozegrany został w Łodzi w dniach 5-6 września 2008 roku turniej Organika Cup. Zawody w hali przy ulicy Małachowskiego wygrały gospodynie, pokonując Calisię Kalisz, Stal Mielec oraz Budowlanych Toruń.
Łodzianki osiągnęły cel, jaki był założony w momencie powstania drużyny, czyli awans do PlusLigi Kobiet. W finale play-off pokonały 3:0 w stanie rywalizacji Piasta Szczecin. W półfinałach w identycznym stosunku meczów zwyciężyły TPS Rumia. Rundę zasadniczą zakończyły na 1. pozycji, przegrywając tylko dwa spotkania.
W Pucharze Polski, łodzianki ponownie znalazły się w dwunastce najlepszych drużyn. Po drodze pokonały Sokoła Chorzów (III runda), AZS Politechnikę Sląską Gliwice (IV runda) oraz Piasta Szczecin (V runda). Odpadły w VI rundzie po przegranym dwumeczu z MKS-em Dąbrowa Górnicza.
| Skład Budowlanych Łódź w sezonie 2008/2009 | Skład Budowlanych Łódź w sezonie 2008/2009 | Skład Budowlanych Łódź w sezonie 2008/2009 | Skład Budowlanych Łódź w sezonie 2008/2009 | Skład Budowlanych Łódź w sezonie 2008/2009 |
| Numer                                      | Imię i nazwisko                            | Data urodzenia                             | Wzrost                                     | Pozycja                                    |
| ------------------------------------------ | ------------------------------------------ | ------------------------------------------ | ------------------------------------------ | ------------------------------------------ |
| 2                                          | Katarzyna Ciesielska                       | 27 października 1987(dts)                  | 172                                        | libero                                     |
| 4                                          | Joanna Bednarek                            | 23 września 1976(dts)                      | 182                                        | przyjmująca                                |
| 5                                          | Marta Wankiewicz                           | 17 stycznia 1984(dts)                      | 178                                        | przyjmująca                                |
| 6                                          | Katarzyna Jóźwicka                         | 24 września 1984(dts)                      | 187                                        | środkowa                                   |
| 7                                          | Kinga Baran                                | 29 kwietnia 1982(dts)                      | 177                                        | rozgrywająca                               |
| 8                                          | Marta Pluta                                | 17 lutego 1982(dts)                        | 183                                        | rozgrywająca                               |
| 9                                          | Sylwia Jasińska                            | 11 sierpnia 1977(dts)                      | 184                                        | środkowa                                   |
| 10                                         | Karolina Wiśniewska                        | 19 lipca 1984(dts)                         | 192                                        | środkowa                                   |
| 11                                         | Katarzyna Jaszewska                        | 6 grudnia 1981(dts)                        | 182                                        | przyjmująca                                |
| 13                                         | Małgorzata Niemczyk                        | 25 października 1969(dts)                  | 178                                        | przyjmująca                                |
| 15                                         | Agnieszka Wołoszyn                         | 5 października 1981(dts)                   | 182                                        | atakująca                                  |
| 16                                         | Julija Szełuchina                          | 30 kwietnia 1979(dts)                      | 192                                        | środkowa                                   |

 Sezon 2009/2010 

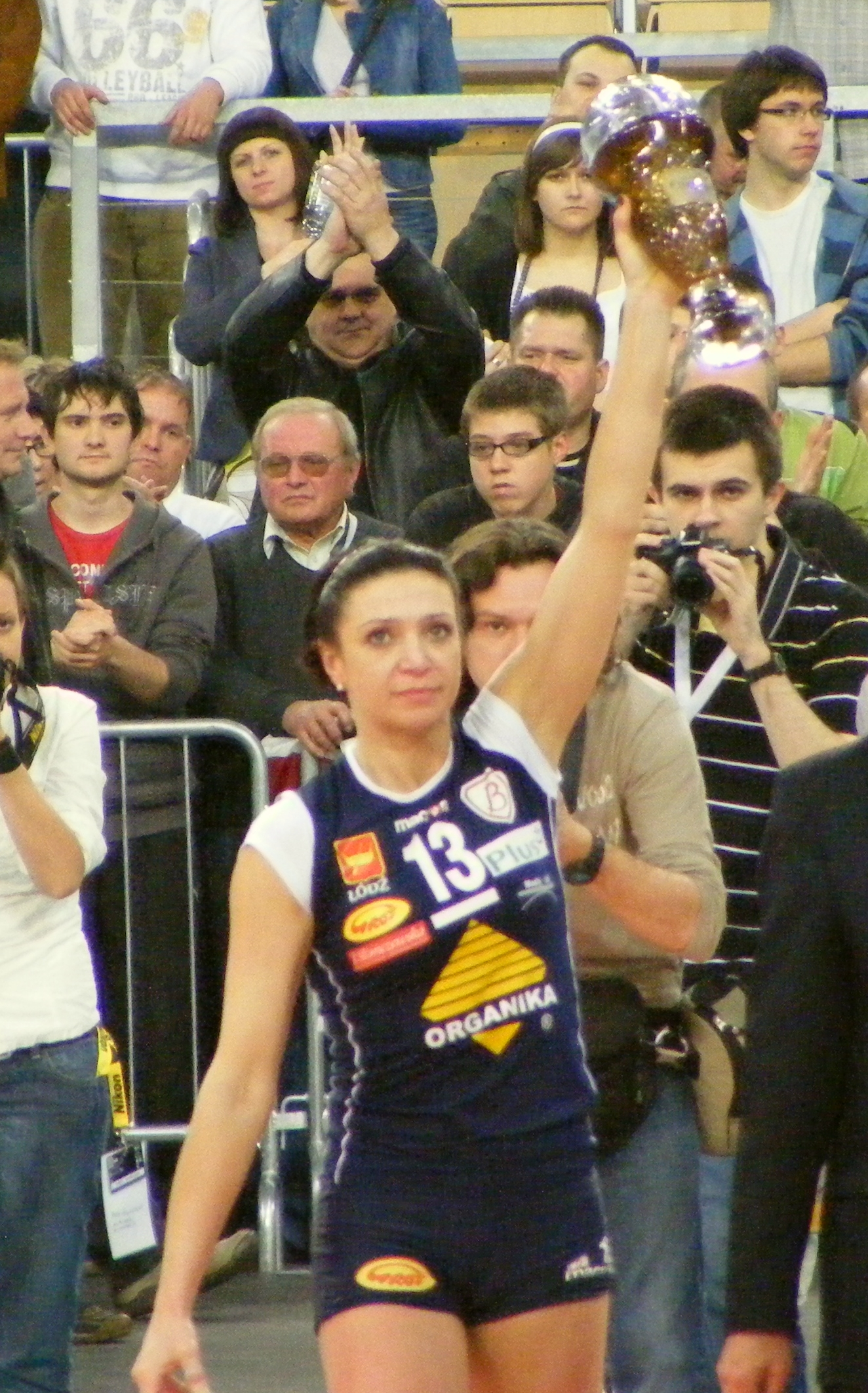
Niemczyk z trofeum za zajęcie 4. miejsca w PlusLidze

Klub do walki z najlepszymi zespołami w Polsce pozyskał m.in. Katarzynę Zaroślińską, Karolinę Kosek i Michelę Teixeirę. Funkcję pierwszego trenera powierzono Wiesławowi Popikowi, zaś Jacek Pasiński został jego asystentem. Zespołowi nie mogła pomóc Katarzyna Jaszewska, która przebywała na urlopie macierzyńskim. W trakcie sezonu dołączyła brazylijska środkowa Luana de Paula, a z klubem rozstał się trener Pasiński.
Pierwszy sezon dla Budowlanych w najwyższej klasie rozgrywkowej był bardzo udany. Będąc beniaminkiem zajęły 4. miejsce w klasyfikacji końcowej PlusLigi Kobiet. W fazie play-off w ćwierćfinałach pokonały drużynę PTPS Piła w stanie rywalizacji 3:0. W półfinałach łodzianki nie sprostały Aluprofowi Bielsko-Biała w stosunku meczów 1:3. W walce o brązowy medal musiały uznać wyższość ekipy z Dąbrowy Górniczej w stanie rywalizacji 1:3. Spotkania z dąbrowiankami rozegrano w łódzkiej Atlas Arenie. 19 maja 2010 roku rywalizację z MKS-em obejrzało około 8 tysięcy kibiców, co jest rekordem frekwencji na meczach PlusLigi zarówno siatkarek jak i siatkarzy. Poprzedni najlepszy rezultat wynosił 6,5 tys. widzów i odnotowano go również w tym sezonie, w bydgoskiej Łuczniczce, który został ustanowiony 28 listopada 2009 roku podczas spotkania Delecty Bydgoszcz ze PGE Skrą Bełchatów. Zespół zakończył rundę zasadniczą na czwartej pozycji, wygrywając jedenaście spotkań z osiemnastu.
Łodzianki sięgnęły po pierwszy, historyczny Puchar Polski, pokonując w finale mistrzynie Polski – Bank BPS Muszyniankę Fakro Muszyna 3:1, podczas turnieju finałowego, rozgrywanego w poznańskiej Arenie. W półfinale wygrały z wicemistrzyniami Polski i obrończyniami tytułu – drużyną Aluprofu Bielsko-Biała w identycznym stosunku.

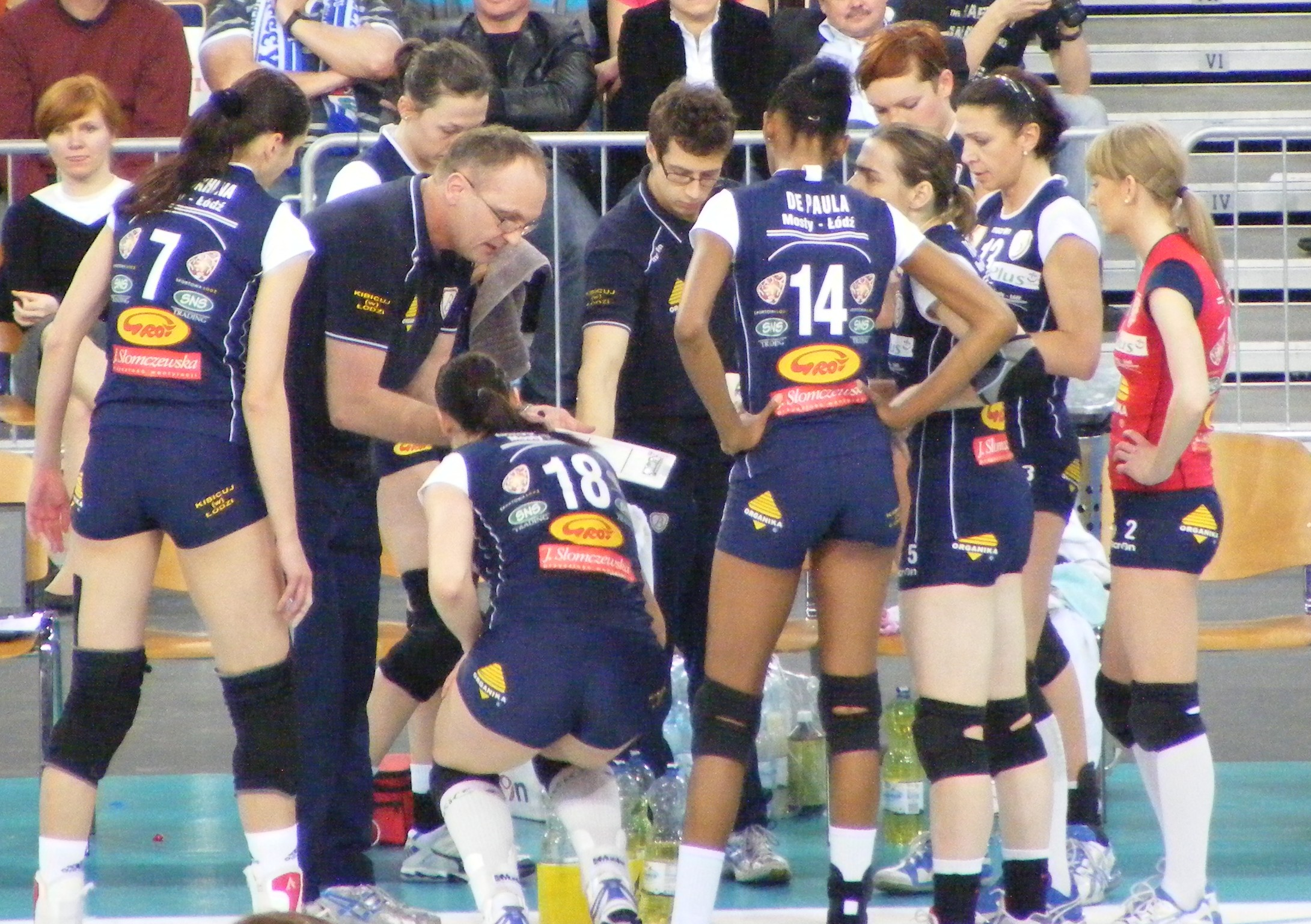
Budowlane podczas jednego z meczów o brązowy medal

 Nagrodami indywidualnymi zostały wyróżnione Katarzyna Zaroślińska (najlepsza atakująca), Marta Pluta (najlepsza rozgrywająca), Luana de Paula (najlepsza blokująca) oraz Katarzyna Ciesielska (najlepsza przyjmująca). Tytuł MVP otrzymała Karolina Kosek. W ćwierćfinale wyeliminowały w dwumeczu Centrostal Bydgoszcz. Dzięki zdobyciu pucharu zespół wywalczył prawo gry w kolejnej edycji siatkarskiej Ligi Mistrzyń.
W marcu 2010 roku siatkarki Budowlanych zostały oficjalnymi Ambasadorkami Stowarzyszenia "Łódzkie Hospicjum dla Dzieci", które w swych działaniach będzie wykorzystywało m.in. wizerunek zawodniczek. Jednym z pierwszych przedsięwzięć Stowarzyszenia pod patronatem siatkarek jest budowa na obrzeżach Lasu Łagiewnickiego w Łodzi Wieloprofilowego Ośrodka dla Przewlekle Chorych Dzieci, w którym na kompleksową pomoc będą mogły liczyć nieuleczalnie chore dzieci i ich rodziny.
| Skład Budowlanych Łódź w sezonie 2009/2010 | Skład Budowlanych Łódź w sezonie 2009/2010 | Skład Budowlanych Łódź w sezonie 2009/2010 | Skład Budowlanych Łódź w sezonie 2009/2010 | Skład Budowlanych Łódź w sezonie 2009/2010 |
| Numer                                      | Imię i nazwisko                            | Data urodzenia                             | Wzrost                                     | Pozycja                                    |
| ------------------------------------------ | ------------------------------------------ | ------------------------------------------ | ------------------------------------------ | ------------------------------------------ |
| 1                                          | Anna Nowakowska                            | 25 maja 1980(dts)                          | 170                                        | rozgrywająca                               |
| 2                                          | Katarzyna Ciesielska                       | 27 października 1987(dts)                  | 172                                        | libero                                     |
| 3                                          | Karolina Kosek                             | 28 czerwca 1985(dts)                       | 183                                        | przyjmująca                                |
| 4                                          | Katarzyna Bryda                            | 30 kwietnia 1990(dts)                      | 181                                        | przyjmująca                                |
| 5                                          | Michela Teixeira                           | 3 lipca 1977(dts)                          | 176                                        | przyjmująca                                |
| 6                                          | Katarzyna Jóźwicka                         | 24 września 1984(dts)                      | 187                                        | atakująca                                  |
| 7                                          | Julija Szełuchina                          | 30 kwietnia 1979(dts)                      | 192                                        | środkowa                                   |
| 8                                          | Marta Pluta                                | 17 lutego 1982(dts)                        | 183                                        | rozgrywająca                               |
| 9                                          | Sylwia Jasińska                            | 11 sierpnia 1977(dts)                      | 184                                        | środkowa                                   |
| 10                                         | Dominika Koczorowska                       | 2 maja 1983(dts)                           | 188                                        | środkowa                                   |
| 11                                         | Katarzyna Jaszewska                        | 6 grudnia 1981(dts)                        | 182                                        | przyjmująca                                |
| 13                                         | Małgorzata Niemczyk                        | 25 października 1969(dts)                  | 178                                        | przyjmująca                                |
| 14                                         | Luana de Paula                             | 23 października 1984(dts)                  | 193                                        | środkowa                                   |
| 18                                         | Katarzyna Zaroślińska                      | 3 lutego 1987(dts)                         | 187                                        | atakująca                                  |

 Sezon 2010/2011 
W trakcie okna transferowego zespół wzmocniły dwukrotna mistrzyni Europy Joanna Mirek, Marta Szymańska, Sylwia Wojcieska oraz Amerykanka Kathleen Olsovsky. Prezes Marcin Chudzik podpisał umowę 24 sierpnia 2010 roku, zgodnie z którą od sezonu 2010/2011 drużyna będzie trenować i rozgrywać swoje mecze w Hali Sportowej MOSiR. W trakcie sezonu doszło do zmian kadrowych w zespole. Podczas rewanżowego spotkania w Lidze Mistrzyń z VK Modřanská Prostějov poważnej kontuzji doznała Marta Wójcik. Okazało się, że zerwała więzadła w kolanie i nie zagra do końca sezonu. W zaistniałej sytuacji władze klubu podjęły decyzję o zakontraktowaniu nowej zawodniczki, którą została rozgrywająca reprezentacji Dominikany − Karla Echenique. Dość nieoczekiwanie z gry w klubie zrezygnowała Olsovsky, która nie wróciła z urlopu z USA, gdzie spędzała święta. W związku z niesatysfakcjonującymi wynikami zespołu, za porozumieniem stron rozwiązano umowę z trenerem Popikiem. Jego miejsce zajęła Małgorzata Niemczyk.
W ramach przygotowań do sezonu, w dniach 5-7 listopada 2010 roku rozegrano I Międzynarodowy Turniej o Puchar Prezydenta Miasta Łodzi. Zawody z kompletem zwycięstw wygrały łodzianki, wyprzedzając drużyny Atomu Trefla Sopot, BKS Aluprofu Bielsko-Biała oraz LP Viesti Salo z Finlandii. Podczas otwarcia turnieju oficjalnie pożegnano byłą kapitan Budowlanych – Małgorzatę Niemczyk, która postanowiła zakończyć karierę sportową. Tradycyjnie przed rozpoczęciem rozgrywek ligowych został rozegrany mecz o Superpuchar Polski pomiędzy mistrzem kraju a zdobywcą pucharu. Łodzianki musiały uznać wyższość rywalek, przegrywając z bielszczankami 1:3. Marta Wójcik otrzymała nagrodę dla najlepszej rozgrywającej spotkania.
Łodzianki w swoich drugim sezonie w PlusLidze zajęły 6. miejsce w klasyfikacji końcowej. Mecze o 5. lokatę przegrały z Gwardią Wrocław w stanie rywalizacji 0:2. Wcześniej w spotkaniach o miejsca 5-8 pokonały Centrostal Bydgoszcz w stosunku 2:0. Walkę o mistrzostwo Polski zakończyły w ćwierćfinałach, przegrywając z Muszynianką w stanie rywalizacji 0:3. W rundzie zasadniczej uplasowały się na 8. miejscu, wygrywając 8 spotkań i ponosząc 10 porażek.

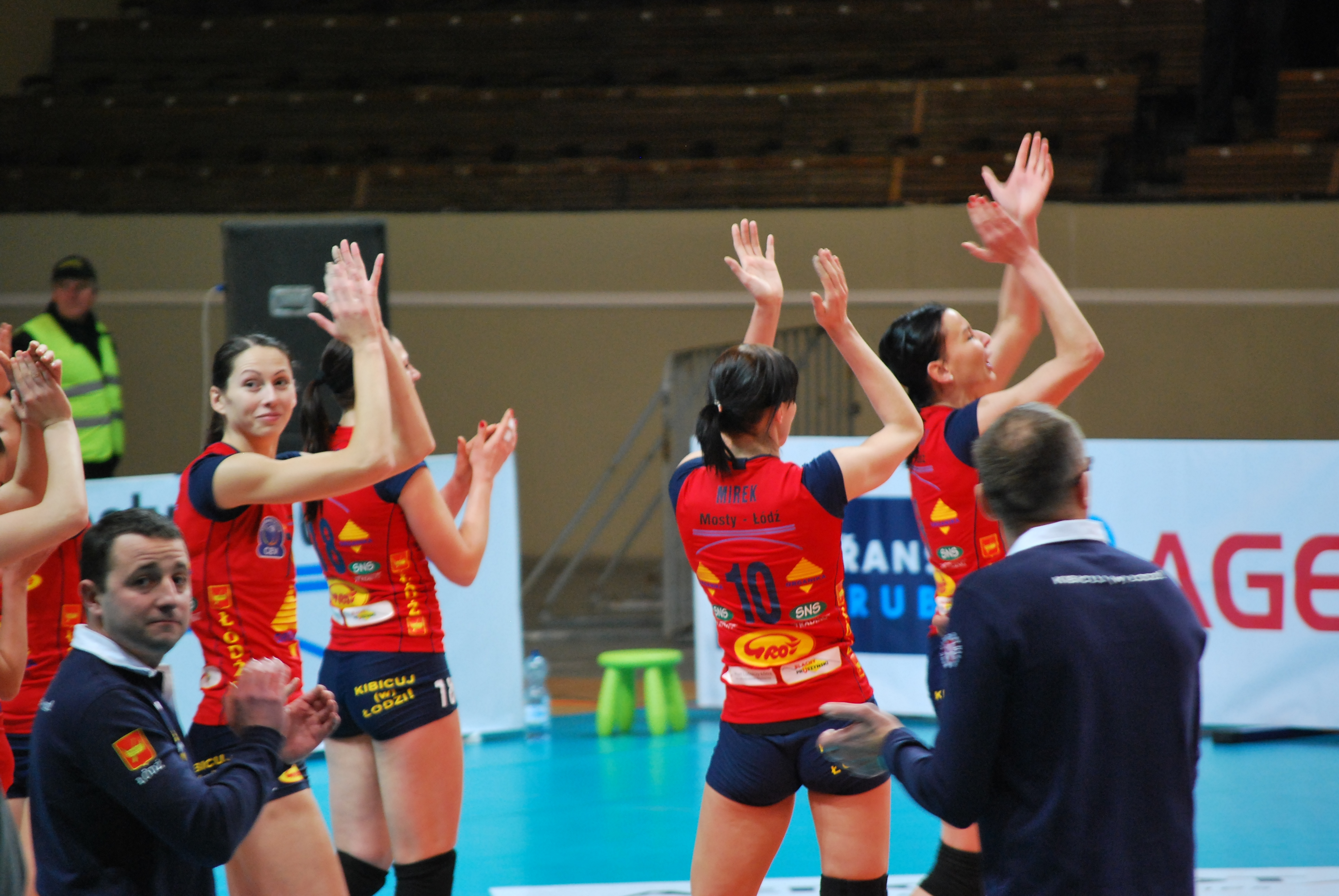
Łodzianki po zwycięskim meczu w Lidze Mistrzyń nad Prostějovem

Zmagania w Pucharze Polski obrończynie tytułu rozpoczęły od 1/8 finału pokonując na wyjeździe pierwszoligowy AZS UEK Kraków i kwalifikując się do turnieju finałowego w Inowrocławiu. W ćwierćfinale nie sprostały Treflowi Sopot odpadając z dalszej rywalizacji.
Budowlane w swoim debiutanckim sezonie w Lidze Mistrzyń znalazły się w grupie D z wicemistrzyniami Włoch GSO Villa Cortese, mistrzyniami Francji RC Cannes oraz mistrzyniami Czech VK Modřanská Prostějov. Odniosły jedno zwycięstwo z Czeszkami kończąc swoje występy na 4. pozycji. Będąc jedną z czterech drużyn z najlepszym bilansem, które odpadły z Ligi Mistrzyń przeszły automatycznie do rundy Challenge Pucharu CEV. Przegrały dwumecz z Chateau d'Ax Urbino, kończąc występy w tegorocznych europejskich pucharach.
| Skład Budowlanych Łódź w sezonie 2010/2011 | Skład Budowlanych Łódź w sezonie 2010/2011 | Skład Budowlanych Łódź w sezonie 2010/2011 | Skład Budowlanych Łódź w sezonie 2010/2011 | Skład Budowlanych Łódź w sezonie 2010/2011 |
| Numer                                      | Imię i nazwisko                            | Data urodzenia                             | Wzrost                                     | Pozycja                                    |
| ------------------------------------------ | ------------------------------------------ | ------------------------------------------ | ------------------------------------------ | ------------------------------------------ |
| 2                                          | Katarzyna Ciesielska                       | 27 października 1987(dts)                  | 172                                        | libero                                     |
| 3                                          | Karolina Kosek                             | 28 czerwca 1985(dts)                       | 183                                        | przyjmująca                                |
| 4                                          | Katarzyna Bryda                            | 30 kwietnia 1990(dts)                      | 181                                        | przyjmująca                                |
| 5                                          | Michela Teixeira                           | 3 lipca 1977(dts)}                         | 176                                        | przyjmująca                                |
| 6                                          | Marta Szymańska                            | 26 lutego 1986(dts)                        | 178                                        | rozgrywająca                               |
| 7                                          | Julija Szełuchina                          | 30 kwietnia 1979(dts)                      | 192                                        | środkowa                                   |
| 8                                          | Marta Wójcik                               | 17 lutego 1982(dts)                        | 183                                        | rozgrywająca                               |
| 9                                          | Sylwia Wojcieska                           | 3 czerwca 1985(dts)                        | 193                                        | środkowa                                   |
| 10                                         | Joanna Mirek                               | 17 lutego 1977(dts)                        | 186                                        | przyjmująca                                |
| 12                                         | Karla Echenique                            | 16 maja 1986(dts)                          | 181                                        | rozgrywająca                               |
| 13                                         | Kathleen Olsovsky                          | 3 stycznia 1982(dts)                       | 190                                        | atakująca                                  |
| 14                                         | Luana de Paula                             | 23 października 1984(dts)                  | 193                                        | środkowa                                   |
| 18                                         | Katarzyna Zaroślińska                      | 3 lutego 1987(dts)                         | 187                                        | atakująca                                  |

 Sezon 2011/2012 

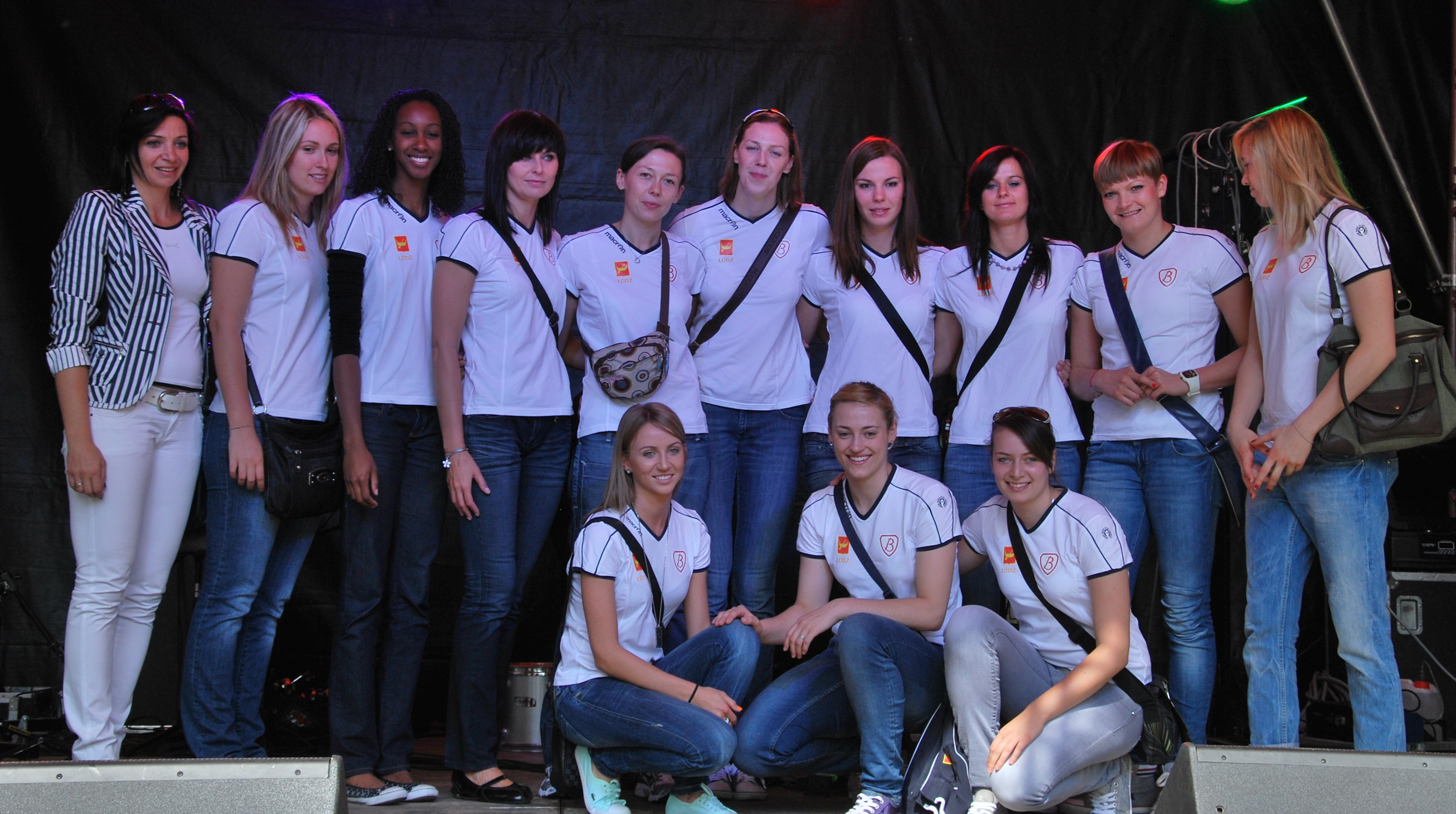
Siatkarki Budowlanych podczas przedsezonowej prezentacji zespołu

W klubie przed sezonem pojawiło się kilka nowych siatkarek. Z szwajcarskiego Voléro Zurych przeszły Ana Grbac i Hélène Rousseaux, z Pałacu Bydgoszcz pozyskano Katarzynę Mróz, z TPS Rumia dołączyła Ewelina Mikołajewska oraz ze Stali Mielec sprowadzono Anitę Kwiatkowską i Dominikę Golec, dla której był to powrót do Łodzi po rocznej przerwie. Trenerem został Włoch Mauro Masacci, który w przeszłości był asystentem Marco Bonitty, kiedy ten prowadził reprezentację Polski siatkarek. Do zmagań ligowych zespół przystąpił pod oryginalną nazwą "Budowlani Łódź", gdyż Organika SA przestała być sponsorem tytularnym drużyny. W trakcie rozgrywek za porozumieniem stron rozwiązano umowę z Karoliną Kosek, którą zastąpiła Chorwatka Matea Ikić reprezentująca w zeszłym sezonie MKS Dąbrowa Górnicza. 24 stycznia 2012 r. również za porozumieniem stron rozwiązano umowę z trenerem Mauro Masaccim. Jego miejsce zajął dotychczasowy asystent oraz statystyk klubu Maciej Kosmol. Po I fazie play-off z klubu odeszła Hélène Rousseaux.
Podczas przygotowań do sezonu łodzianki wzięły udział w towarzyskim turnieju Enea Szamotuły Cup. Budowlane zwyciężyły Muszyniankę i BKS Aluprof oraz przegrały z Treflem Sopot zajmując ostatecznie drugie miejsce.
W PlusLidze łodzianki zajęły 8. pozycję w klasyfikacji końcowej. W meczach o miejsca 5-8 przegrały dwukrotnie z PTPS Piła w stosunku 1:3. W ćwierćfinałach nie sprostały zawodniczkom Atomu Trefla Sopot ulegając im w stanie rywalizacji 0:2. Rundę zasadniczą zakończyły na 7. miejscu wygrywając 7 spotkań i ponosząc 11 porażek.
Zmagania o Puchar Polski zespół rozpoczął od V rundy zwyciężając Stal Mielec 3:1. W ćwierćfinałach nie sprostały ekipie Aluprofu Bielsko-Biała odpadając z dalszej rywalizacji. Do sezonu 2011/2012 sponsorem tytularnym zespołu były zakłady chemiczne Organika SA Łódź.
| Skład Budowlanych Łódź w sezonie 2011/2012 | Skład Budowlanych Łódź w sezonie 2011/2012 | Skład Budowlanych Łódź w sezonie 2011/2012 | Skład Budowlanych Łódź w sezonie 2011/2012 | Skład Budowlanych Łódź w sezonie 2011/2012 |
| Numer                                      | Imię i nazwisko                            | Data urodzenia                             | Wzrost                                     | Pozycja                                    |
| ------------------------------------------ | ------------------------------------------ | ------------------------------------------ | ------------------------------------------ | ------------------------------------------ |
| 1                                          | Hélène Rousseaux                           | 25 września 1991(dts)                      | 188                                        | przyjmująca                                |
| 2                                          | Katarzyna Ciesielska                       | 27 października 1987(dts)                  | 172                                        | libero                                     |
| 3                                          | Karolina Kosek                             | 28 czerwca 1985(dts)                       | 183                                        | przyjmująca                                |
| 4                                          | Anita Kwiatkowska                          | 5 marca 1985(dts)                          | 184                                        | atakująca                                  |
| 5                                          | Ewelina Mikołajewska                       | 20 czerwca 1992(dts)                       | 182                                        | przyjmująca                                |
| 6                                          | Dominika Golec                             | 2 maja 1983(dts)                           | 188                                        | środkowa                                   |
| 7                                          | Katarzyna Bryda                            | 30 kwietnia 1990(dts)                      | 181                                        | przyjmująca                                |
| 8                                          | Marta Wójcik                               | 17 lutego 1982(dts)                        | 183                                        | rozgrywająca                               |
| 9                                          | Katarzyna Mróz                             | 19 lutego 1981(dts)                        | 195                                        | środkowa                                   |
| 10                                         | Joanna Mirek                               | 17 lutego 1977(dts)                        | 186                                        | atakująca                                  |
| 13                                         | Matea Ikić                                 | 25 maja 1989(dts)                          | 185                                        | przyjmująca                                |
| 14                                         | Luana de Paula                             | 23 października 1984(dts)                  | 193                                        | środkowa                                   |
| 17                                         | Ana Grbac                                  | 23 marca 1988(dts)                         | 187                                        | rozgrywająca                               |

 Sezon 2012/2013 

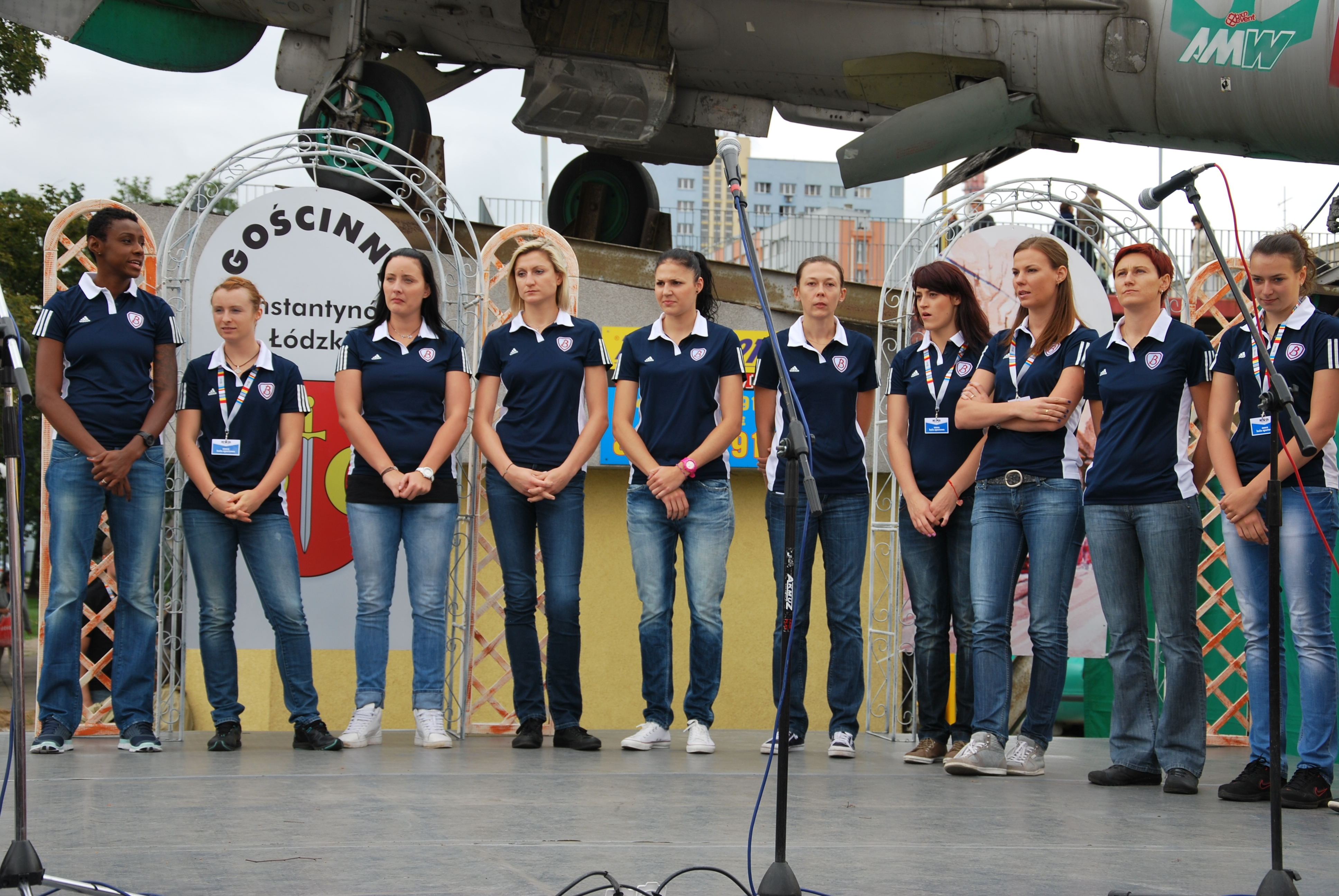
Zespół Budowlanych podczas prezentacji na Jarmarku Wojewódzkim

Przed sezonem 2012/2013 w klubie doszło do sporych zmian kadrowych. Pozyskano dwie siatkarki z zagranicy: z portorykańskiego Lancheras de Cataño srebrną medalistkę Igrzysk Olimpijskich w Londynie Amerykankę Courtney Thompson oraz z włoskiego Acqua Paradiso Busnago Brazylijkę Soraię dos Santos. W przygotowaniach do rozgrywek uczestniczyły także reprezentantka Wenezueli Luz Delfines Meléndez, a później Amerykanka Irene Hester, lecz władze klubu nie zdecydowały się na podpisanie z nimi kontraktów. Z polskich zawodniczek dołączyły mistrzyni Europy z 2005 roku Sylwia Pycia ze Stali Mielec, Aleksandra Kruk i Agata Durajczyk z AZS Białystok, Dorota Ściurka z MKS Dąbrowa Górnicza oraz Aleksandra Sikorska ze Sparty Warszawa. Siatkarką zamykającą skład została Magdalena Piątek, która przez ostatnie dwa lata reprezentowała barwy Muszynianki Muszyna, dołączając do zespołu przed drugą kolejką ligową. Funkcję asystenta trenera Kosmola na początku sezonu pełnił Włoch Alessandro Lodi. W grudniu do zespołu dołączyła kolumbijska atakująca Paola Ampudia zastępując na tej pozycji Soraię dos Santos, z którą rozwiązano umowę za porozumieniem stron. Przed fazą play-off z gry w klubie zrezygnowała Katarzyna Bryda.
Łodzianki zakończyły sezon na 7. pozycji Orlen Ligi. W walce o mistrzostwo Polski nie sprostały w ćwierćfinałach Aluprofowi Bielsko-Biała. W meczach o miejsca 5-8 dwukrotnie uległy Impelowi Wrocław. W rundzie zasadniczej uplasowały się na 6. lokacie z dorobkiem 8 zwycięstw i 10 przegranych.
Rozgrywki o Puchar Polski zespół rozpoczął od VI. rundy. Łodzianki przegrały w dwumeczu z AZS UE Kraków i odpadły z dalszej rywalizacji.
| Skład Budowlanych Łódź w sezonie 2012/2013 | Skład Budowlanych Łódź w sezonie 2012/2013 | Skład Budowlanych Łódź w sezonie 2012/2013 | Skład Budowlanych Łódź w sezonie 2012/2013 | Skład Budowlanych Łódź w sezonie 2012/2013 |
| Numer                                      | Imię i nazwisko                            | Data urodzenia                             | Wzrost                                     | Pozycja                                    |
| ------------------------------------------ | ------------------------------------------ | ------------------------------------------ | ------------------------------------------ | ------------------------------------------ |
| 1                                          | Magdalena Piątek                           | 10 września 1984(dts)                      | 182                                        | atakująca                                  |
| 3                                          | Courtney Thompson                          | 4 listopada 1984(dts)                      | 170                                        | rozgrywająca                               |
| 4                                          | Ewelina Mikołajewska                       | 20 czerwca 1992(dts)                       | 182                                        | przyjmująca                                |
| 5                                          | Dorota Ściurka                             | 7 stycznia 1981(dts)                       | 180                                        | przyjmująca                                |
| 6                                          | Dominika Golec                             | 2 maja 1983(dts)                           | 188                                        | środkowa                                   |
| 7                                          | Katarzyna Bryda                            | 30 kwietnia 1990(dts)}                     | 181                                        | przyjmująca                                |
| 8                                          | Marta Wójcik                               | 17 lutego 1982(dts)                        | 183                                        | rozgrywająca                               |
| 10                                         | Aleksandra Sikorska                        | 28 kwietnia 1993(dts)                      | 186                                        | środkowa                                   |
| 11                                         | Sylwia Pycia                               | 20 kwietnia 1981(dts)                      | 189                                        | środkowa                                   |
| 12                                         | Aleksandra Kruk                            | 29 października 1984(dts)                  | 182                                        | przyjmująca                                |
| 13                                         | Paola Ampudia                              | 5 sierpnia 1988(dts)                       | 186                                        | atakująca                                  |
| 16                                         | Agata Durajczyk                            | 19 sierpnia 1989(dts)                      | 170                                        | libero                                     |
| 18                                         | Soraia dos Santos                          | 13 stycznia 1984(dts)                      | 191                                        | atakująca                                  |

 Sezon 2013/2014 

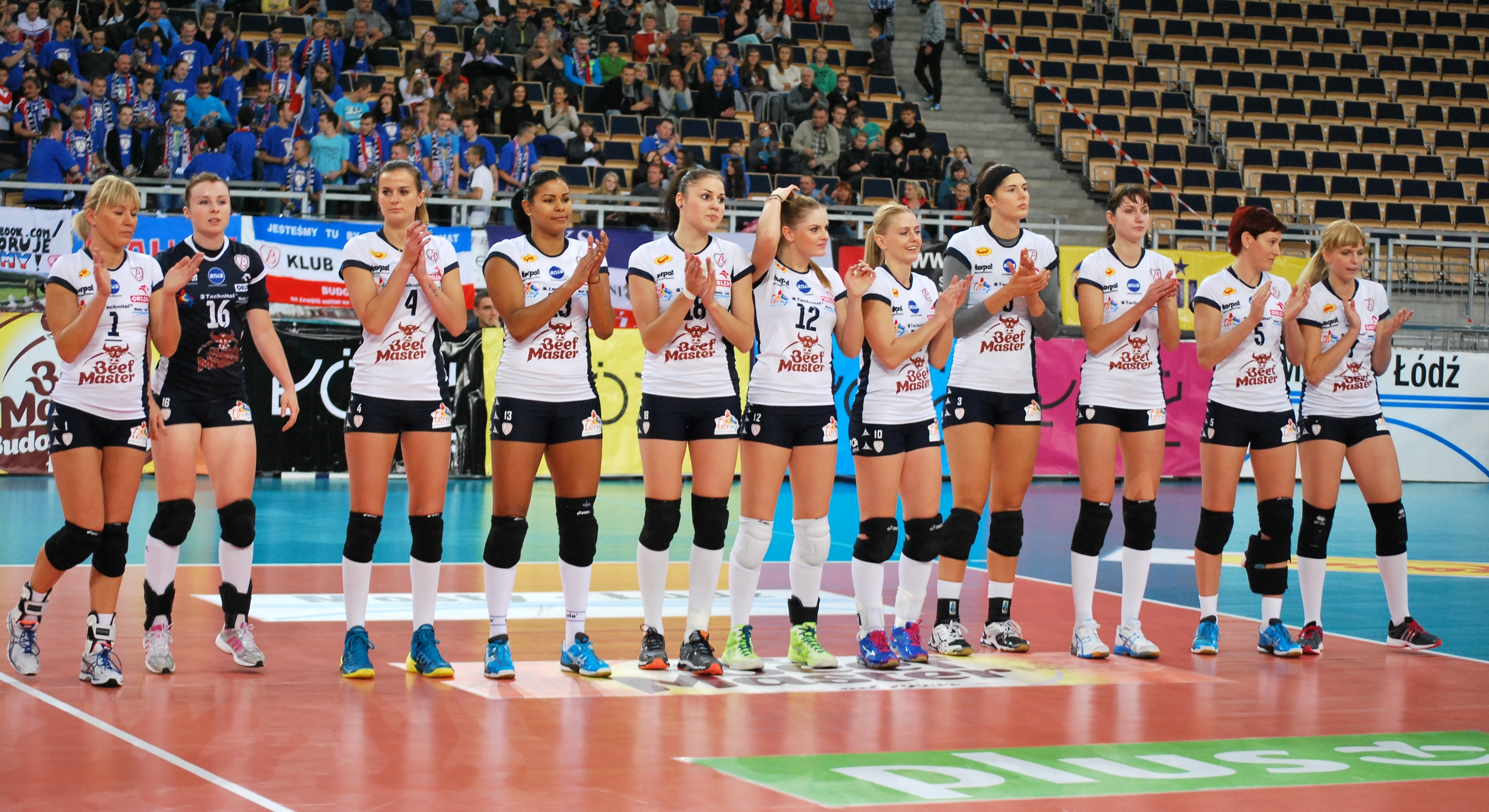
Zespół Budowlanych w sezonie 2013/2014

Sezon 2013/2014 klub rozpoczął z nowym sponsorem tytularnym – Zakładami Przemysłu Mięsnego „Biernacki” i przystąpił do rozgrywek pod nazwą Beef Master Budowlani. Na stanowisku trenera Macieja Kosmola zastąpił Adam Grabowski, który w poprzednim sezonie prowadząc Atom Trefl Sopot zdobył mistrzostwo Polski. W składzie wymieniono osiem zawodniczek. Na rozegranie sprowadzono Magdalenę Śliwę oraz Ewę Cabajewską. Nowymi przyjmującymi zostały Tabitha Love, Natalia Nuszel i Martyna Grajber, zaś środek wzmocniła Olha Tracz. Na pozycję atakującej zakontraktowano Noris Cabrerę, a także Anitę Kwiatkowską, która po roku powróciła do Łodzi.
Budowlani rundę zasadniczą ukończyli na 7. miejscu z dorobkiem 8 zwycięstw i 10 przegranych. Tę samą pozycję zajęły na koniec rozgrywek ulegając kolejno, w ćwierćfinałach trzykrotnie Atomowi Trefl Sopot, zaś w meczach o miejsca 5-8 dwukrotnie Muszyniance Muszyna.
Rozgrywki o Puchar Polski zespół rozpoczął od VI rundy. Łodzianki przegrały w dwumeczu z PGNiG Naftą Piła i odpadły z dalszej rywalizacji. W sezonie 2013/2014 sponsorem tytularnym była firma ZPM Biernacki, właściciel marki Beef Master.
| Skład Budowlanych Łódź w sezonie 2013/2014 | Skład Budowlanych Łódź w sezonie 2013/2014 | Skład Budowlanych Łódź w sezonie 2013/2014 | Skład Budowlanych Łódź w sezonie 2013/2014 | Skład Budowlanych Łódź w sezonie 2013/2014 |
| Numer                                      | Imię i nazwisko                            | Data urodzenia                             | Wzrost                                     | Pozycja                                    |
| ------------------------------------------ | ------------------------------------------ | ------------------------------------------ | ------------------------------------------ | ------------------------------------------ |
| 1                                          | Magdalena Śliwa                            | 17 listopada 1969(dts)                     | 174                                        | rozgrywająca                               |
| 3                                          | Tabitha Love                               | 11 września 1991(dts)                      | 196                                        | atakująca                                  |
| 4                                          | Anita Kwiatkowska                          | 5 marca 1985(dts)                          | 184                                        | atakująca                                  |
| 5                                          | Dorota Ściurka                             | 7 stycznia 1981(dts)                       | 180                                        | przyjmująca                                |
| 7                                          | Natalia Nuszel                             | 23 lutego 1989(dts)                        | 180                                        | przyjmująca                                |
| 9                                          | Olha Tracz                                 | 15 listopada 1988(dts)                     | 188                                        | środkowa                                   |
| 10                                         | Ewa Cabajewska                             | 8 listopada 1978(dts)                      | 176                                        | rozgrywająca                               |
| 11                                         | Sylwia Pycia                               | 20 kwietnia 1981(dts)                      | 189                                        | środkowa                                   |
| 12                                         | Martyna Grajber                            | 28 marca 1995(dts)                         | 180                                        | przyjmująca                                |
| 13                                         | Noris Cabrera                              | 25 października 1986(dts)                  | 190                                        | przyjmująca                                |
| 16                                         | Agata Durajczyk                            | 19 sierpnia 1989(dts)                      | 170                                        | libero                                     |
| 18                                         | Aleksandra Sikorska                        | 28 kwietnia 1993(dts)                      | 186                                        | środkowa                                   |

 Sezon 2014/2015 

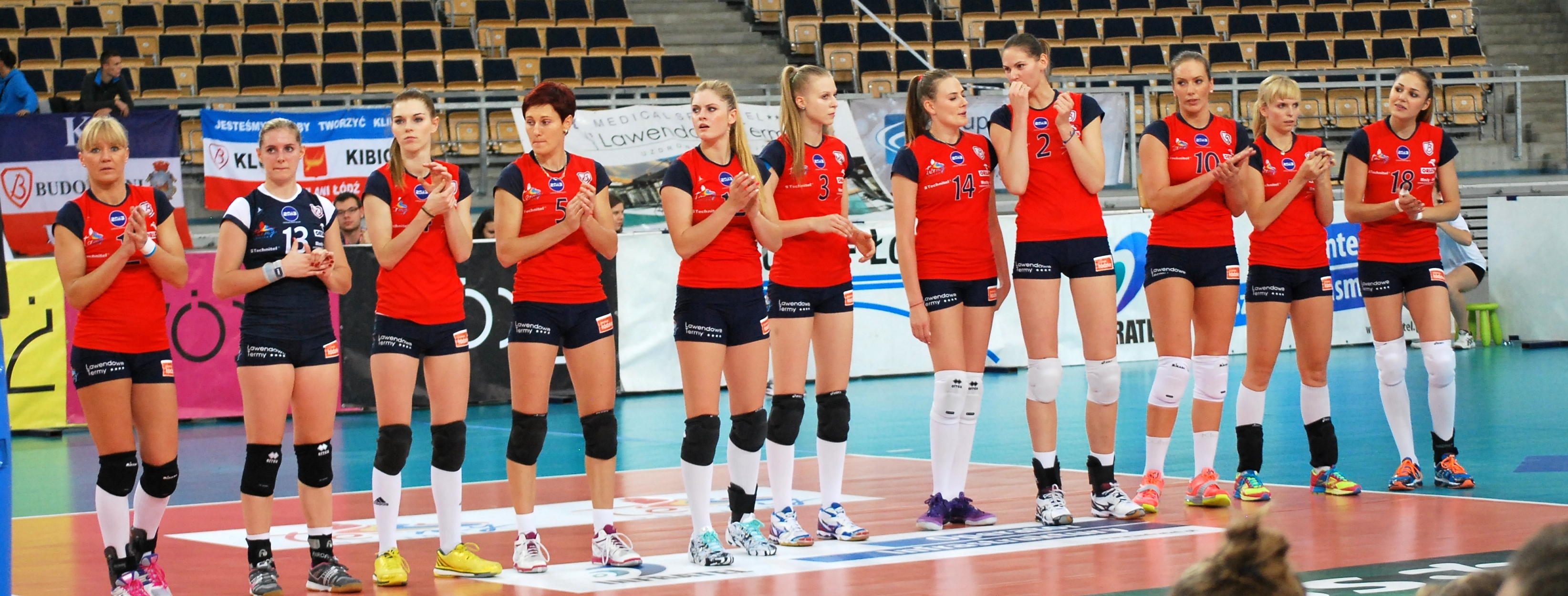
Zespół Budowlanych w sezonie 2014/2015

W zespole, trenowanym w dalszym ciągu przez Adama Grabowskiego, nastąpiły spore zmiany. Pozyskano kilka reprezentantek kraju w różnych kategoriach wiekowych: na rozegraniu do Magdaleny Śliwy dołączyła Emilia Kajzer, nową przyjmującą została Ewelina Sieczka, zaś środek wzmocniła Gabriela Polańska, wracająca na boiska po urlopie macierzyńskim. Drugą środkową została reprezentantka kraju juniorek Joanna Pacak, a nową libero Dorota Medyńska. Największym hitem transferowym było podpisanie umowy z reprezentacyjną chorwacką atakującą Sanją Popović. Niestety, podczas jednego z przedsezonowych meczów towarzyskich Dorota Medyńska doznała groźnej kontuzji zerwania więzadeł krzyżowych, która wykluczyła ją z gry do końca sezonu. Na szczęście tuż przed sezonem podpisano umowę z reprezentacyjną libero drużyny Belgii – Valérie Courtois. Po nieudanym początku sezonu z zespołem pożegnał się trener Grabowski, a jego miejsce zajął dotychczasowy asystent Błażej Krzyształowicz, któremu pomagać miał, na stanowisku trenera koordynatora, doświadczony szkoleniowiec Jacek Nawrocki.
Nieudany początek sezonu spowodował, że Budowlane po raz kolejny zakończyły rundę zasadniczą na 7. miejscu z równą liczbą 11 meczów wygranych i przegranych. Tę samą pozycję zajęły na koniec rozgrywek, po wyjątkowo skomplikowanej fazie play-off, ulegając najpierw dwukrotnie Atomowi Trefl Sopot, potem pokonując dwukrotnie Pałac Bydgoszcz, następnie dwukrotnie przegrywając z MKS Dąbrowa Górnicza i ostatecznie pokonując BKS Bielsko Biała.
Rozgrywki o Puchar Polski zespół rozpoczął od IV rundy. Dzięki kolejnym zwycięstwom z Zawiszą Sulechów, Developresem SkyRes Rzeszów i Muszynianką Muszyna łodzianki zagrały w finale, gdzie uległy w meczu półfinałowym Atomowi Trefl Sopot i zajęły ex aequo trzecie miejsce.
| Skład Budowlanych Łódź w sezonie 2014/2015 | Skład Budowlanych Łódź w sezonie 2014/2015 | Skład Budowlanych Łódź w sezonie 2014/2015 | Skład Budowlanych Łódź w sezonie 2014/2015 | Skład Budowlanych Łódź w sezonie 2014/2015 |
| Numer                                      | Imię i nazwisko                            | Data urodzenia                             | Wzrost                                     | Pozycja                                    |
| ------------------------------------------ | ------------------------------------------ | ------------------------------------------ | ------------------------------------------ | ------------------------------------------ |
| 1                                          | Magdalena Śliwa                            | 17 listopada 1969(dts)                     | 174                                        | rozgrywająca                               |
| 2                                          | Gabriela Polańska                          | 27 listopada 1988(dts)                     | 202                                        | środkowa                                   |
| 3                                          | Joanna Pacak                               | 9 czerwca 1996(dts)                        | 187                                        | środkowa                                   |
| 4                                          | Emilia Kajzer                              | 10 marca 1992(dts)                         | 180                                        | rozgrywająca                               |
| 5                                          | Dorota Ściurka                             | 7 stycznia 1981(dts)                       | 180                                        | przyjmująca                                |
| 7                                          | Natalia Nuszel                             | 23 lutego 1989(dts)                        | 180                                        | przyjmująca                                |
| 10                                         | Sanja Popović                              | 31 maja 1984(dts)                          | 186                                        | atakująca                                  |
| 11                                         | Sylwia Pycia                               | 20 kwietnia 1981(dts)                      | 189                                        | środkowa                                   |
| 12                                         | Martyna Grajber                            | 28 marca 1995(dts)                         | 180                                        | przyjmująca                                |
| 13                                         | Valérie Courtois                           | 1 listopada 1990(dts)                      | 171                                        | libero                                     |
| 14                                         | Ewelina Sieczka                            | 26 stycznia 1988(dts)                      | 182                                        | przyjmująca                                |
| 15                                         | Dorota Medyńska                            | 25 kwietnia 1993(dts)                      | 170                                        | libero                                     |
| 18                                         | Aleksandra Sikorska                        | 28 kwietnia 1993(dts)                      | 186                                        | środkowa                                   |

 Sezon 2015/2016 

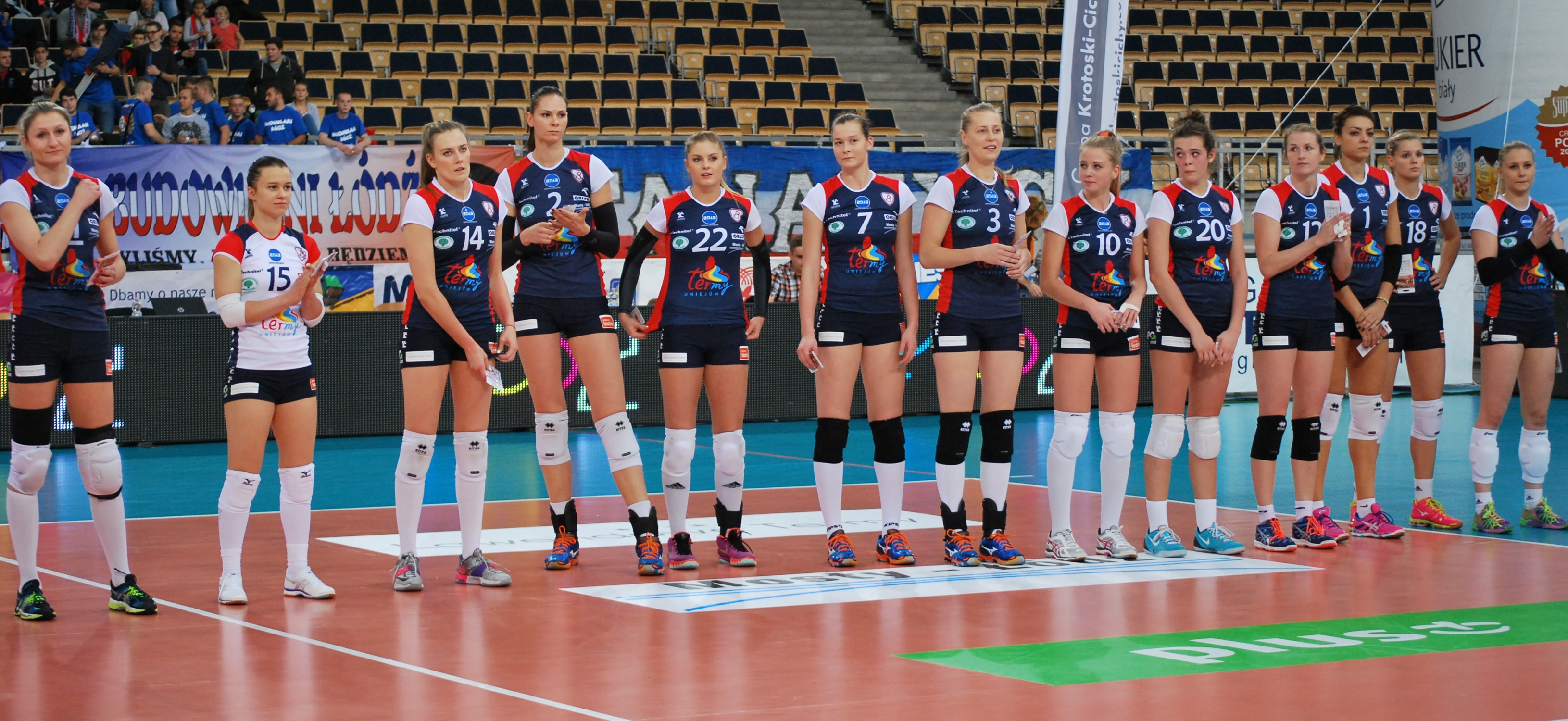
Zespół Budowlanych w sezonie 2015/2016

Także przed tym sezonem w zespole nastąpiła wymiana ponad połowy kadry. Zmienił się również trener – do zespołu powrócił po kilku latach przerwy Jacek Pasiński, który miał prowadzić zespół wraz z dotychczasowym trenerem, Błażejem Krzyształowiczem. Największą gwiazdą zespołu miała być, pozyskana z Bielska-Białej, reprezentantka Niemiec Heike Beier. Inne zawodniczki zagraniczne, z którymi podpisano kontrakty, to rozgrywająca kadry narodowej Czech Pavla Vincourová oraz doświadczona reprezentacyjna rumuńska atakująca Daiana Mureșan, dla której był to powrót do polskiej ligi. Do składu dokooptowano młode zawodniczki, mające w swych sportowych życiorysach powołania do reprezentacji narodowej – przyjmującą Julię Twardowską z KS Pałac Bydgoszcz, rozgrywającą Ewelinę Tobiasz z KSZO Ostrowiec Świętokrzyski oraz przyjmującą Aleksandrę Gromadowską z Impelu Wrocław. Kadrę zamknęła doświadczona środkowa Aleksandra Liniarska z MKS Dąbrowa Górnicza. W trakcie sezonu skład uzupełniały zawodniczki z Młodej Ligi: Magdalena Woźniczka, Julia Brzezińska i Kinga Wysokińska.
Bardzo dobre występy w trakcie sezonu zasadniczego zaowocowały piątym miejscem w tabeli, choć drużyna walczyła o awans do czołowej czwórki do ostatnich kolejek. W trakcie sezonu zespół wygrał 13, a przegrał 9 spotkań. Tę samą pozycję Budowlane zajęły na koniec rozgrywek, w fazie play-off zwyciężając dwukrotnie w stosunku 2:0 z zespołami BKS Bielsko-Biała i MKS Muszyna. Miejsce to jest premiowane udziałem w rozgrywkach Pucharu CEV.
W rozgrywkach o Puchar Polski zespół rozpoczął od ćwierćfinału. Po wygranej z MKS Dąbrowa Górnicza, łodzianki zagrały w finale, gdzie po przegranej w meczu półfinałowym z późniejszym triumfatorem imprezy, Chemikiem Police, zajęły, jak rok wcześniej, ex aequo trzecie miejsce.
| Skład Budowlanych Łódź w sezonie 2015/2016 | Skład Budowlanych Łódź w sezonie 2015/2016 | Skład Budowlanych Łódź w sezonie 2015/2016 | Skład Budowlanych Łódź w sezonie 2015/2016 | Skład Budowlanych Łódź w sezonie 2015/2016 |
| Numer                                      | Imię i nazwisko                            | Data urodzenia                             | Wzrost                                     | Pozycja                                    |
| ------------------------------------------ | ------------------------------------------ | ------------------------------------------ | ------------------------------------------ | ------------------------------------------ |
| 1                                          | Daiana Mureșan                             | 6 lipca 1990(dts)                          | 191                                        | atakująca                                  |
| 2                                          | Gabriela Polańska                          | 27 listopada 1988(dts)                     | 202                                        | środkowa                                   |
| 3                                          | Aleksandra Liniarska                       | 12 grudnia 1981(dts)                       | 188                                        | środkowa                                   |
| 6                                          | Ewelina Tobiasz                            | 6 lutego 1994(dts)                         | 178                                        | rozgrywająca                               |
| 7                                          | Julia Twardowska                           | 4 maja 1995(dts)                           | 187                                        | atakująca                                  |
| 8                                          | Aleksandra Gromadowska                     | 3 lutego 1996(dts)                         | 188                                        | przyjmująca                                |
| 11                                         | Sylwia Pycia                               | 20 kwietnia 1981(dts)                      | 189                                        | środkowa                                   |
| 12                                         | Heike Beier                                | 9 grudnia 1983(dts)                        | 184                                        | przyjmująca                                |
| 14                                         | Ewelina Brzezińska                         | 26 stycznia 1988(dts)                      | 182                                        | przyjmująca                                |
| 15                                         | Dorota Medyńska                            | 25 kwietnia 1993(dts)                      | 170                                        | libero                                     |
| 18                                         | Pavla Vincourová                           | 12 listopada 1992(dts)                     | 180                                        | rozgrywająca                               |
| 20                                         | Martyna Grajber                            | 28 marca 1995(dts)                         | 180                                        | przyjmująca                                |

 Sezon 2016/2017 

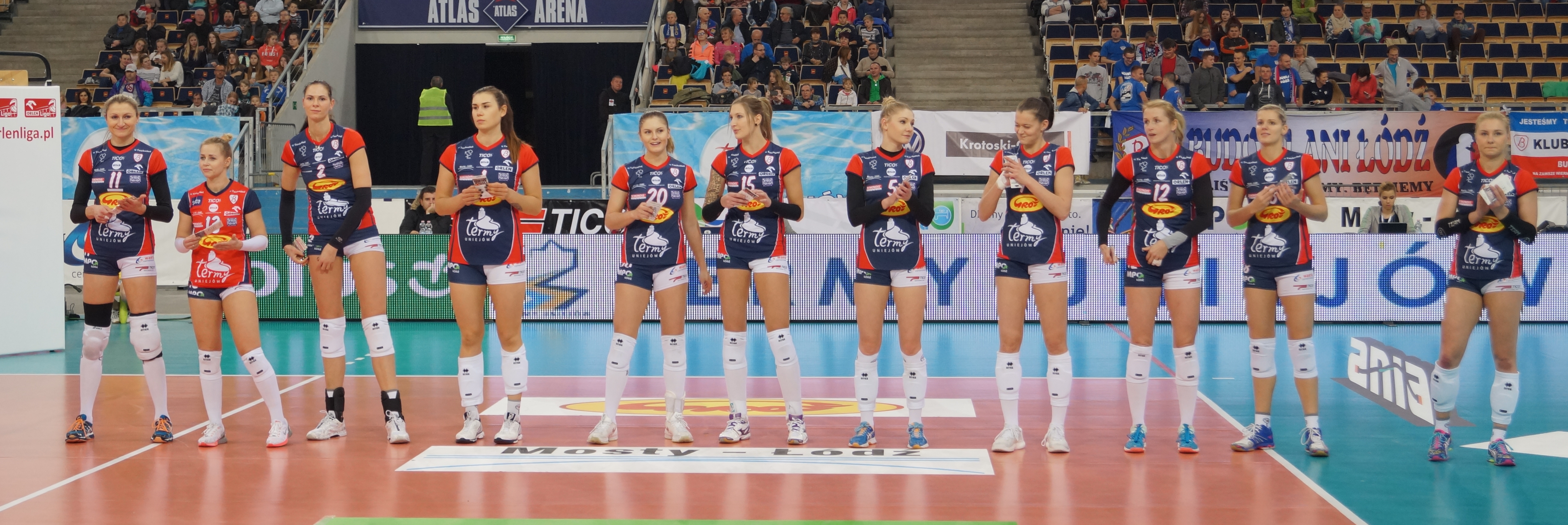
Zespół Budowlanych w sezonie 2016/2017

W nowym sezonie, odmiennie niż w kilku ostatnich latach, trzon kadry pozostał prawie niezmieniony. Do doświadczonych zawodniczek: Sylwii Pyci, Heike Beier, Gabrieli Polańskiej oraz młodych kadrowiczek: Martyny Grajber, Julii Twardowskiej, Eweliny Tobiasz i Pavli Vincourovej, dokooptowano reprezentacyjną libero Paulinę Maj-Erwardt oraz utalentowaną belgijską atakującą polskiego pochodzenia Kaję Grobelną, znacząco wzmacniając skład. Kadrę uzupełniły: środkowa Sylwia Pelc, przyjmująca Natalia Strózik i atakująca Monika Kutyła. Drużynę poprowadził rodzinny tandem Błażej Krzyształowicz, jako pierwszy trener oraz jego ojciec, Tadeusz, jako asystent. Pod koniec rozgrywek w składzie pojawiała się zawodniczka z Młodej Ligi Simona Dreczka. W trakcie sezonu zespół pozyskał sponsora tytularnego, Zakłady Przetwórstwa Mięsnego GROT i od grudnia 2016 r. występował pod nazwą Grot Budowlani Łódź.
Po znakomitym sezonie Budowlane skończyły zasadniczą rundę na trzecim miejscu w tabeli, wygrywając 22, a przegrywając zaledwie 4 spotkania. W bardzo uproszczonej w tym sezonie, fazie play-off łodzianki dwukrotnie zwyciężyły drugie w tabeli zawodniczki Impelu Wrocław w stosunku 3:1 i 3:2. W finale uległy dwukrotnie Chemikowi Police 0:3 i 1:3, zdobywając pierwszy w historii klubu medal i tytuł Wicemistrzyń Polski. W rozgrywkach o Puchar Polski zespół rozpoczął od ćwierćfinału. Po wygranej z KSZO Ostrowiec Świętokrzyski i Muszynianką Muszyna, łodzianki kolejny rok z rzędu zagrały w turnieju finałowym, gdzie po dramatycznej walce pokonały Impel Wrocław, zaś w finale uległy triumfatorowi imprezy, Chemikowi Police, zajmując drugie miejsce.
Wysokie miejsce zajęte w poprzednim sezonie dało drużynie prawo do występów w Pucharze CEV. Łódzka drużyna rozpoczęła rozgrywki od 1/16 finału, pokonując dwukrotnie 3:0 czarnogórski zespół ŽOK Luka Bar. W 1/8 finału przeciwnikiem była utytułowana drużyna RC Cannes, po pierwszym meczu u siebie wygranym 3:0, w rewanżu drużyna przegrała 2:3, ale wygrane dwa sety wystarczyły do awansu. Zespół Budowlanych zakończył udział w pucharach na ćwierćfinale, przegrywając dwukrotnie 1:3 i 0:3 z tureckim potentatem Galatasaray Stambuł.
| Skład Budowlanych Łódź w sezonie 2016/2017 | Skład Budowlanych Łódź w sezonie 2016/2017 | Skład Budowlanych Łódź w sezonie 2016/2017 | Skład Budowlanych Łódź w sezonie 2016/2017 | Skład Budowlanych Łódź w sezonie 2016/2017 |
| Numer                                      | Imię i nazwisko                            | Data urodzenia                             | Wzrost                                     | Pozycja                                    |
| ------------------------------------------ | ------------------------------------------ | ------------------------------------------ | ------------------------------------------ | ------------------------------------------ |
| 1                                          | Sylwia Pelc                                | 30 listopada 1990(dts)                     | 189                                        | środkowa                                   |
| 2                                          | Gabriela Polańska                          | 27 listopada 1988(dts)                     | 199                                        | środkowa                                   |
| 5                                          | Monika Kutyła                              | 17 kwietnia 1993(dts)                      | 182                                        | atakująca                                  |
| 6                                          | Ewelina Tobiasz                            | 6 lutego 1994(dts)                         | 178                                        | rozgrywająca                               |
| 7                                          | Julia Twardowska                           | 4 maja 1995(dts)                           | 188                                        | przyjmująca                                |
| 8                                          | Natalia Strózik                            | 23 sierpnia 1995(dts)                      | 186                                        | przyjmująca                                |
| 11                                         | Sylwia Pycia                               | 20 kwietnia 1981(dts)                      | 189                                        | środkowa                                   |
| 12                                         | Heike Beier                                | 9 grudnia 1983(dts)                        | 184                                        | przyjmująca                                |
| 13                                         | Paulina Maj-Erwardt                        | 22 marca 1987(dts)                         | 166                                        | libero                                     |
| 15                                         | Kaja Grobelna                              | 4 stycznia 1995(dts)                       | 188                                        | atakująca                                  |
| 18                                         | Pavla Vincourová                           | 12 listopada 1992(dts)                     | 180                                        | rozgrywająca                               |
| 20                                         | Martyna Grajber                            | 28 marca 1995(dts)                         | 182                                        | przyjmująca                                |

 Sezon 2017/2018 

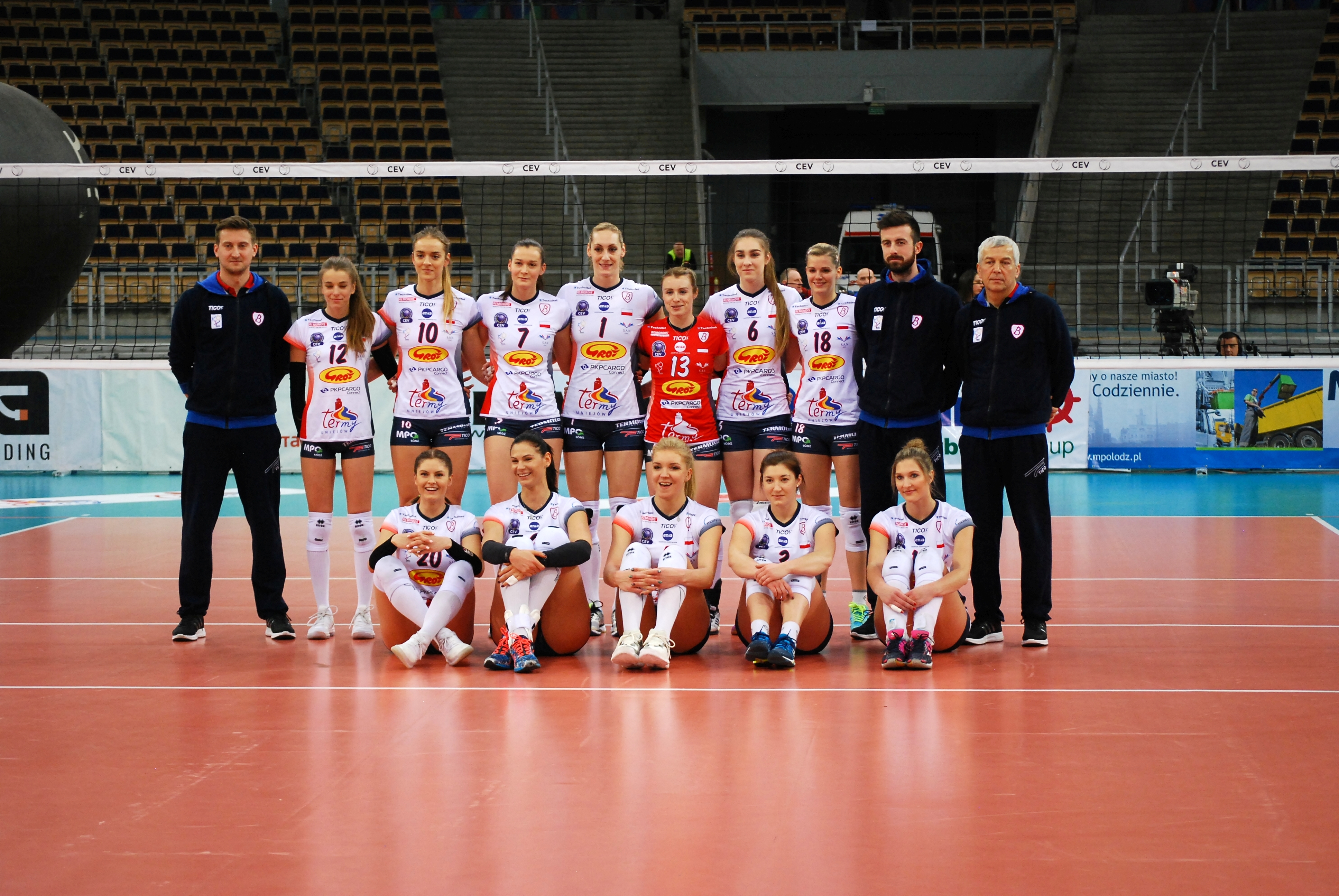
Zespół Budowlanych w sezonie 2017/2018

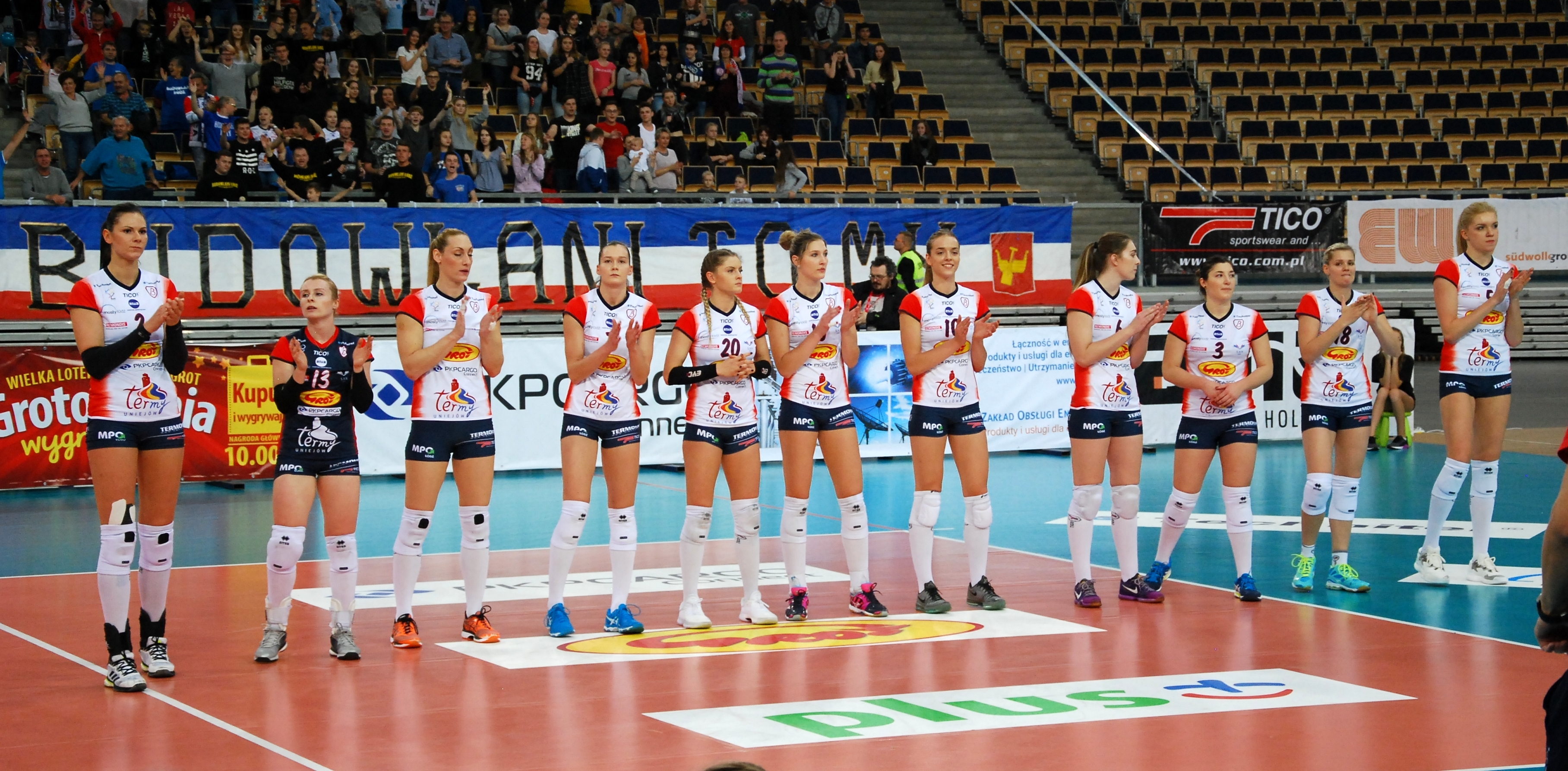
Zespół Budowlanych w sezonie 2017/2018

W kolejnym sezonie trzon drużyny stanowiły grające kolejny rok reprezentantki swoich krajów: Pavla Vincourova, Gabriela Polańska, Kaja Grobelna, Julia Twardowska i Martyna Grajber. Niestety, z zespołu ubyły trzy inne podstawowe zawodniczki - dotychczasowa kapitan, Sylwia Pycia zakończyła karierę, podobnie jak Heike Beier, natomiast Paulina Maj-Erwardt zdecydowała się na urlop macierzyński. W ich miejsce zespół pozyskał reprezentacyjną środkową Agnieszkę Kąkolewską, chorwacką przyjmującą Hanę Čuturę oraz kolejną reprezentantkę kraju, libero Agatę Witkowską, dla której był to powrót do Łodzi po 3 latach. Kadrę uzupełniły młode zawodniczki, środkowa Julia Piotrowska, przyjmująca Adrianna Muszyńska i rozgrywająca Ewelina Polak. W składzie drużyny pojawiła się jeszcze była reprezentacyjna atakująca Zuzanna Czyżnielewska, ale niezaleczona kontuzja sprawiła, że nie rozegrała żadnego meczu, zaś przed rundą rewanżową wróciła do macierzystej Bydgoszczy. Jej miejsce zajęła zawodniczka juniorskiego zespołu, Justyna Kędziora. Kadrę szkoleniową stanowili, jak w poprzednim roku, Błażej i Tadeusz Krzyształowiczowie.
Tuż przed rozpoczęciem sezonu Budowlane nieoczekiwanie pokonały faworyzowanego mistrza kraju, Chemika Police i zdobyły Superpuchar Polski. W sezonie zasadniczym zespół zanotował kilka porażek z niżej notowanymi ekipami, przez co końcówka rozgrywek była nieco nerwowa. Ostatecznie Budowlani zajęły 4. miejsce na koniec sezonu zasadniczego, wygrywając 17 i przegrywając 9 meczów. W fazie play-off, rozgrywanej między zespołami z miejsc 1-4, łodzianki najpierw uległy po walce późniejszym mistrzyniom, Chemikowi Police, 1:3, 3:0 i 1:3, a w równie zaciętych meczach o 3. miejsce wygrały z wyżej notowanym zespołem KS DevelopRes Rzeszów 2:3, 3:0 i 3:2, zdobywając brązowy medal i zapewniając sobie udział w europejskich pucharach.
W Pucharze Polski Budowlani grali od V rundy, pokonując Muszyniankę Muszyna 3:2 i BKS Bielsko-Biała 3:0. W turnieju finałowym, rozgrywanym w Zielonej Górze, wygrały najpierw z rewelacją rozgrywek, Radomką Radom 3:1, a w finale zdecydowanie pokonały lokalnego rywala, ŁKS Łódź 3:0, zdobywając drugi raz w historii Puchar Polski. Także po raz drugi w historii Budowlane brały udział w rozgrywkach Ligi Mistrzyń. Niestety, losowanie było wyjątkowo nieprzychylne, łódzki zespół trafił do grupy D razem z bardzo silnymi zespołami z Turcji i Rosji: Galatasaray Stambuł, VakifBank Stambuł oraz Dinamo Moskwa. W sześciu meczach zawodniczki Budowlanych nie odniosły żadnego zwycięstwa, wygrywając zaledwie 2 sety i zajęły ostatnie miejsce w grupie.
| Skład Budowlanych Łódź w sezonie 2017/2018 | Skład Budowlanych Łódź w sezonie 2017/2018 | Skład Budowlanych Łódź w sezonie 2017/2018 | Skład Budowlanych Łódź w sezonie 2017/2018 | Skład Budowlanych Łódź w sezonie 2017/2018 |
| Numer                                      | Imię i nazwisko                            | Data urodzenia                             | Wzrost                                     | Pozycja                                    |
| ------------------------------------------ | ------------------------------------------ | ------------------------------------------ | ------------------------------------------ | ------------------------------------------ |
| 1                                          | Hana Čutura                                | 10 marca 1988(dts)                         | 192                                        | przyjmująca                                |
| 2                                          | Gabriela Polańska                          | 27 listopada 1988(dts)                     | 199                                        | środkowa                                   |
| 3                                          | Ewelina Polak                              | 17 kwietnia 1993(dts)                      | 176                                        | rozgrywająca                               |
| 5                                          | Agnieszka Kąkolewska                       | 17 października 1994(dts)                  | 199                                        | środkowa                                   |
| 6                                          | Julia Piotrowska                           | 23 maja 1996(dts)                          | 192                                        | środkowa                                   |
| 7                                          | Julia Twardowska                           | 4 maja 1995(dts)                           | 188                                        | przyjmująca                                |
| 10                                         | Adrianna Muszyńska                         | 22 marca 1998(dts)                         | 189                                        | przyjmująca                                |
| 12                                         | Justyna Kędziora                           | 29 września 2000(dts)                      | 175                                        | przyjmująca                                |
| 13                                         | Agata Witkowska                            | 19 sierpnia 1989(dts)                      | 170                                        | libero                                     |
| 15                                         | Kaja Grobelna                              | 4 stycznia 1995(dts)                       | 188                                        | atakująca                                  |
| 18                                         | Pavla Vincourová                           | 12 listopada 1992(dts)                     | 180                                        | rozgrywająca                               |
| 20                                         | Martyna Grajber                            | 28 marca 1995(dts)                         | 182                                        | przyjmująca                                |

 Sezon 2018/2019 
W sezonie z drużyny ubyły podstawowe zawodniczki - Kaja Grobelna i Agnieszka Kąkolewska przeniosły się do ligi włoskiej, Martyna Grajber zmieniła klub na Chemika Police, natomiast Pavla Vincourova i Agata Witkowska zdecydowały się na przerwę w karierze. W ich miejsce drużyna pozyskała reprezentacyjną rozgrywającą kadry narodowej Holandii Femke Stoltenborg, słowacką środkową Jaroslavę Pencovą, w składzie znalazły się także polskie zawodniczki: reprezentacyjna libero Maria Stenzel, Małgorzata Śmieszek, Koleta Łyszkiewicz, Agata Babicz, Oliwia Urban i Ewelina Tobiasz, która wróciła do zespołu po roku w Dąbrowie Górniczej. Największym hitem transferowym w całej lidze było jednak pozyskanie znakomitej serbskiej atakującej Jovany Brakočević-Canzian. Trenerem pozostał Błażej Krzyształowicz. W trakcie sezonu Julia Twardowska doznała kontuzji, która wykluczyła ją z gry na większą część rozgrywek. Jej miejsce zajęła młoda atakująca, Anna Bączyńska. Również w trakcie sezonu zespół opuściła Koleta Łyszkiewicz. W drugiej połowie sezonu do zespołu dołączyła reprezentacyjna atakująca drużyny juniorek Magdalena Stysiak, która wcześniej rozstała się z zespołem Chemika Police w kontrowersyjnych okolicznościach.
Przed rozpoczęciem sezonu Budowlane drugi raz z rzędu pokonały mistrza kraju, Chemika Police i zdobyły Superpuchar Polski. 
W sezonie zasadniczym zespół grał ze zmiennym szczęściem, przegrywając u siebie z kilkoma niżej notowanymi rywalami, natomiast zwyciężając we wszystkich spotkaniach wyjazdowych. Ostatecznie, tak jak rok wcześniej, Budowlane zajęły 4. miejsce na koniec sezonu zasadniczego, wygrywając 17 i przegrywając 5 meczów. W fazie play-off, rozgrywanej najpierw między zespołami z miejsc 3-6, łodzianki łatwo dwukrotnie zwyciężyły Pałac Bydgosszcz 3:0, a w półfinale niespodziewanie dwukrotnie pokonały faworyzowanego obrońcę tytułu, Chemika Police 3:1 i 3:0. W finale, po bardzo zaciętych meczach, trzykrotnie przegrały z lokalnym rywalem, ŁKS Commercecon Łódź po 2:3, wracając po roku przerwy na pozycję wicemistrza Polski i zapewniając sobie udział w europejskich pucharach.
W Pucharze Polski Budowlane grały od razu w turnieju finałowym, rozgrywanym w Nysie. Tam w ćwierćfinale wygrały najpierw z Legionovią Legionowo 3:0, w półfinale przegrały 0:3 z Chemikiem Police i zajęły 3. miejsce.
Kolejny raz Budowlane brały udział w rozgrywkach Ligi Mistrzyń. Aby się zakwalifikować do fazy grupowej drużyna Budowlanych musiała wygrać fazę kwalifikacyjną. Rozgrywki te zespół rozpoczął od II rundy, w której pokonał mistrza Węgier, Linamar Békéscsabai RSE 3:1 i 3:0, a w II rundzie trzecią drużynę ligi francuskiej, ASPTT Miluza 3:1 i 3:2. W przeciwieństwie do ubiegłego roku losowanie grupowe było łaskawsze, łódzki zespół trafił do grupy C razem z zespołami: Igor Gorgonzola Novara Volley, RC Cannes oraz Minczanka Mińsk. Drużyna Budowlanych tym razem wygrała 4 z 6 spotkań, zajmując 2. miejsce w grupie, mimo to, niestety, nie awansowała do kolejnej fazy rozgrywek.
| Skład Budowlanych Łódź w sezonie 2018/2019 | Skład Budowlanych Łódź w sezonie 2018/2019 | Skład Budowlanych Łódź w sezonie 2018/2019 | Skład Budowlanych Łódź w sezonie 2018/2019 | Skład Budowlanych Łódź w sezonie 2018/2019 |
| Numer                                      | Imię i nazwisko                            | Data urodzenia                             | Wzrost                                     | Pozycja                                    |
| ------------------------------------------ | ------------------------------------------ | ------------------------------------------ | ------------------------------------------ | ------------------------------------------ |
| 1                                          | Maria Stenzel                              | 25 listopada 1998(dts)                     | 167                                        | libero                                     |
| 2                                          | Gabriela Polańska                          | 27 listopada 1988(dts)                     | 199                                        | środkowa                                   |
| 3                                          | Magdalena Stysiak                          | 3 grudnia 2000(dts)                        | 203                                        | atakująca                                  |
| 5                                          | Małgorzata Śmieszek                        | 11 lipca 1996(dts)                         | 187                                        | środkowa                                   |
| 6                                          | Jovana Brakočević-Canzian                  | 5 marca 1988(dts)                          | 196                                        | atakująca                                  |
| 7                                          | Julia Twardowska                           | 4 maja 1995(dts)                           | 188                                        | przyjmująca                                |
| 9                                          | Jaroslava Pencová                          | 24 czerwca 1990(dts)                       | 191                                        | środkowa                                   |
| 10                                         | Justyna Kędziora                           | 29 września 2000(dts)                      | 175                                        | przyjmująca                                |
| 11                                         | Agata Babicz                               | 16 marca 1986(dts)                         | 171                                        | przyjmująca                                |
| 12                                         | Femke Stoltenborg                          | 30 lipca 1991(dts)                         | 189                                        | rozgrywająca                               |
| 16                                         | Ewelina Tobiasz                            | 6 lutego 1994(dts)                         | 177                                        | rozgrywająca                               |
| 17                                         | Oliwia Urban                               | 21 listopada 1996(dts)                     | 183                                        | przyjmująca                                |
| 20                                         | Anna Bączyńska                             | 31 grudnia 1995(dts)                       | 187                                        | przyjmująca                                |

 Sezon 2019/2020 
Ze składu drużyny ubyły: Jovana Brakočević-Canzian (do Igor Gorgonzola Novara), Magdalena Stysiak (Savino Del Bene Scandicci), Femke Stoltenborg (CS Volei Alba-Blaj), Gabriela Polańska (KS DevelopRes Rzeszów), Ewelina Tobiasz (KS Energetyk Poznań), Oliwia Urban (Enea PTPS Piła), Justyna Kędziora (KSZO Ostrowiec Świętokrzyski). W ich miejsce w składzie pojawiły się: reprezentantka Belgii Charlotte Leys, Ukrainka Anastasija Krajduba, Kanadyjka Gabriela Maciągowski oraz polskie zawodniczki: rozgrywającą polskiej kadry narodowej Julia Nowicka, Paulina Bałdyga, Anna Lewandowska i Karolina Garstka. Trenerem pozostał Błażej Krzyształowicz. W trakcie sezonu z przyczyn osobistych zespół opuściła Charlotte Leys, jej miejsce zajęła pierwsza Chinka w LSK, Kaiyi Ren.
Po sezonie zasadniczym zespół zajął 5. miejsce, wygrywając 13 i przegrywając 9 meczów. W związku z epidemią koronawirusa władze PZPS zdecydowały o nierozgrywaniu fazy play-off i przyznaniu tytułów na podstawie wyników gazy zasadniczej. W Pucharze Polski drużyna nie awansowała do turnieju finałowego, przegrywając w ćwierćfinale z MKS SAN-Pajda Jarosław 2-3.
Kolejny raz Budowlane brały udział w rozgrywkach Ligi Mistrzyń. Łódzki zespół trafił do grupy A razem z dwiema tureckimi potęgami Eczacibasi Vitra Stambuł i Fenerbahce Stambuł oraz fińską LP Viesti Salo. Drużyna Budowlanych wygrała 2 z 6 spotkań, zajmując 3. miejsce w grupie i odpadając z kolejnej fazy rozgrywek.
| Skład Budowlanych Łódź w sezonie 2019/2020 | Skład Budowlanych Łódź w sezonie 2019/2020 | Skład Budowlanych Łódź w sezonie 2019/2020 | Skład Budowlanych Łódź w sezonie 2019/2020 | Skład Budowlanych Łódź w sezonie 2019/2020 |
| Nr                                         | Imię i nazwisko                            | Data ur.                                   | Wzrost                                     | Pozycja                                    |
| ------------------------------------------ | ------------------------------------------ | ------------------------------------------ | ------------------------------------------ | ------------------------------------------ |
| 1                                          | Maria Stenzel                              | 25.11.1998                                 | 168                                        | libero                                     |
| 2                                          | Julia Nowicka                              | 21.10.1998                                 | 175                                        | rozgrywająca                               |
| 5                                          | Małgorzata Śmieszek                        | 11.07.1996                                 | 188                                        | środkowa                                   |
| 6                                          | Charlotte Leys (do 26.01.2020)             | 18.03.1989                                 | 184                                        | przyjmująca                                |
| 7                                          | Julia Twardowska                           | 04.05.1995                                 | 188                                        | przyjmująca                                |
| 8                                          | Anastasija Krajduba                        | 15.04.1995                                 | 194                                        | atakująca                                  |
| 9                                          | Jaroslava Pencová                          | 24.06.1990                                 | 181                                        | środkowa                                   |
| 10                                         | Gabriela Maciągowski                       | 16.03.1997                                 | 186                                        | atakująca                                  |
| 11                                         | Agata Babicz                               | 16.03.1986                                 | 171                                        | przyjmująca                                |
| 13                                         | Paulina Bałdyga                            | 24.07.1996                                 | 174                                        | rozgrywająca                               |
| 14                                         | Kaiyi Ren (od 30.01.2020)                  | 14.12.1991                                 | 182                                        | przyjmująca                                |
| 16                                         | Anna Lewandowska                           | 02.12.1995                                 | 187                                        | środkowa                                   |
| 18                                         | Karolina Garstka                           | 06.11.2000                                 | 173                                        | libero                                     |
| 20                                         | Anna Bączyńska                             | 31.12.1995                                 | 187                                        | przyjmująca                                |
|                                            | Błażej Krzyształowicz                      | Trener                                     | Trener                                     | Trener                                     |
|                                            | Adam Czekaj                                | Asystent trenera                           | Asystent trenera                           | Asystent trenera                           |

 Sezon 2020/2021 
Kolejny sezon przyniósł znów duże zmiany kadrowe, z drużyną pożegnało się aż 9 zawodniczek: Jaroslava Pencová, Anastasija Krajduba, Gabriela Maciągowski, Kaiyi Ren, Julia Twardowska, Anna Bączyńska, Agata Babicz, Paulina Bałdyga i Karolina Garstka. W ich miejsce w składzie pojawiły się przede wszystkim młode polskie zawodniczki: reprezentantki Polski Zuzanna Górecka (powrót z Włoch) i Monika Fedusio, a także Kornelia Moskwa, Ewelina Tobiasz, Justyna Kędziora (powrót po roku przerwy), Oliwia Michalak i Paulina Damaske. Jedyną zawodniczką spoza Polski była Amerykanka Veronica Jones-Perry. Obowiązki trenera w dalszym ciągu pełnił Błażej Krzyształowicz. 
W trakcie sezonu z zespołem pożegnała się Kornelia Moskwa, zaś na urlop macierzyński udała się Ewelina Tobiasz, ich miejsce zajęły reprezentantka kraju Weronika Centka z Energi MKS Kalisz i juniorka Oliwia Poreda.
Po sezonie zasadniczym zespół zajął 6. miejsce, tak jak rok wcześniej wygrywając 13 i przegrywając 9 meczów. W fazie play-off zespół w ćwierćfinale przegrał dwukrotnie z Chemikiem Police 1-3 i 0-3, a w meczach o 5. miejsce zmierzył się z BKS Bielsko, w pierwszym meczu przegrywając 1-3, a w drugim wygrywając 3-0 doprowadził do "złotego seta", w którym zwyciężył, zajmując ostatecznie 5. miejsce w klasyfikacji generalnej. W Pucharze Polski drużyna awansowała do turnieju finałowego, gdzie dotarła do finału, w którym przegrała z Chemikiem Police. Ze względu na problemy z koronawirusem w tym sezonie nie odbył się mecz o Superpuchar Polski, zamiast tego PLPS zorganizował mecz o Superpuchar Polskiej Ligi Siatkówki, w którym Budowlanymi Łódź pokonali Chemika Police 3-1.
Głośnym echem w środowisku siatkarskim odbiła się kwestia zaległości finansowych zespołu. W grudniu 2020 portal Sport.pl poinformował o zadłużeniu klubu, wynoszącym 2,5 mln zł. W odpowiedzi prezes klubu wyjaśnił, że jest to tzw. pożyczka właścicielska. W styczniu 2021 klub znalazł się na opublikowanej przez FIVB liście klubów ukaranych zakazem transferowym, prezes klubu wyjaśnił, że chodzi o zaległości wobec jednej z byłych zawodniczek, które zostaną uregulowane w terminie do końca stycznia, więc zakaz nie wejdzie w życie.
| Skład Budowlanych Łódź w sezonie 2020/2021 | Skład Budowlanych Łódź w sezonie 2020/2021 | Skład Budowlanych Łódź w sezonie 2020/2021 | Skład Budowlanych Łódź w sezonie 2020/2021 | Skład Budowlanych Łódź w sezonie 2020/2021 |
| Nr                                         | Imię i nazwisko                            | Data ur.                                   | Wzrost                                     | Pozycja                                    |
| ------------------------------------------ | ------------------------------------------ | ------------------------------------------ | ------------------------------------------ | ------------------------------------------ |
| 1                                          | Maria Stenzel                              | 25.11.1998                                 | 168                                        | libero                                     |
| 2                                          | Julia Nowicka                              | 21.10.1998                                 | 175                                        | rozgrywająca                               |
| 4                                          | Oliwia Michalak                            | 27.05.1998                                 | 190                                        | atakująca                                  |
| 5                                          | Małgorzata Lisiak                          | 11.07.1996                                 | 187                                        | środkowa                                   |
| 6                                          | Anna Lewandowska                           | 02.12.1995                                 | 187                                        | środkowa                                   |
| 8                                          | Zuzanna Górecka                            | 10.04.2000                                 | 181                                        | przyjmująca                                |
| 9                                          | Weronika Centka (od 18.01.2021)            | 06.09.2000                                 | 191                                        | środkowa                                   |
| 12                                         | Veronica Jones-Perry                       | 20.01.1997                                 | 183                                        | atakująca                                  |
| 14                                         | Monika Fedusio                             | 06.11.1999                                 | 183                                        | przyjmująca                                |
| 15                                         | Kornelia Moskwa                            | 30.10.1996                                 | 186                                        | środkowa                                   |
| 16                                         | Ewelina Tobiasz                            | 06.02.1994                                 | 177                                        | rozgrywająca                               |
| 20                                         | Justyna Kędziora                           | 29.09.2000                                 | 176                                        | przyjmująca/libero                         |
| 22                                         | Oliwia Poreda (od 05.01.2021)              | 13.11.2003                                 | 185                                        | rozgrywająca                               |
| 24                                         | Paulina Damaske                            | 01.06.2001                                 | 178                                        | przyjmująca                                |
| Odeszły w trakcie sezonu                   |                                            |                                            |                                            |                                            |
| 15                                         | Kornelia Moskwa (do 27.01.2021)            | 30.10.1996                                 | 186                                        | środkowa                                   |
| 16                                         | Ewelina Tobiasz (do 19.12.2020)            | 06.02.1994                                 | 177                                        | rozgrywająca                               |
|                                            | Błażej Krzyształowicz                      | Trener                                     | Trener                                     | Trener                                     |
|                                            | Adam Czekaj                                | Asystent trenera                           | Asystent trenera                           | Asystent trenera                           |

## Sukcesy
Mistrzostwa Polski:

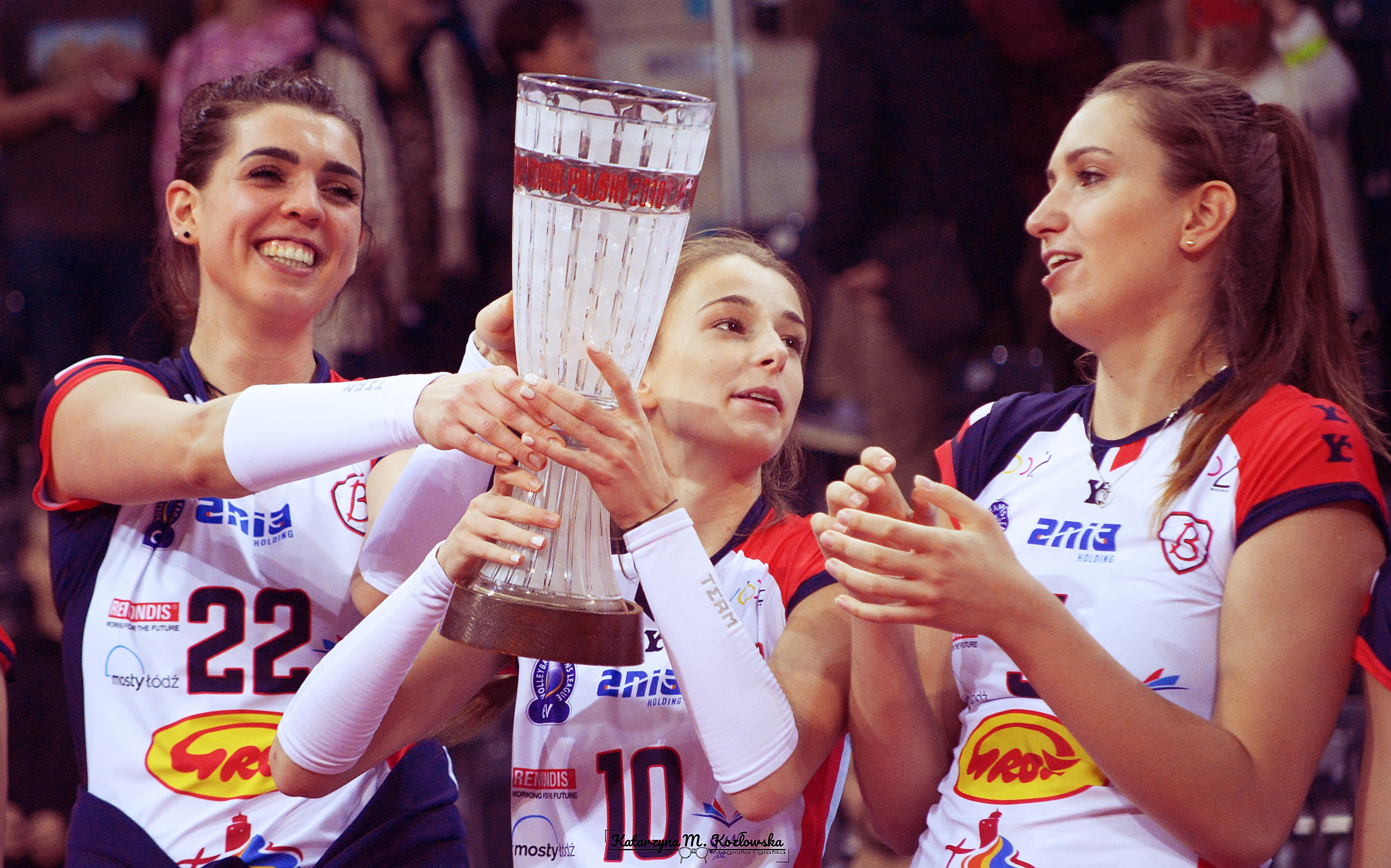
Grot Budowlani Łódź zwycięzcą Superpucharu Polski 2018, na zdjęciu od lewej: Koleta Łyszkiewicz, Justyna Kędziora, Małgorzata Śmieszek (Lisiak)

- 2. miejsce (×2): 2017, 2019
- 3. miejsce (×3): 2018, 2023[141], 2025[142]

 Puchar Polski:
- 1. miejsce (×2): 2010, 2018
- 2. miejsce (×2): 2017, 2021

 Superpuchar Polski:
- 1. miejsce (×3): 2017, 2018

 Superpuchar 15-lecia PLS:
- 1. miejsce (×1): 2020

PreZero Grand Prix PLS
- 3. miejsce: 2020

## Władze klubu

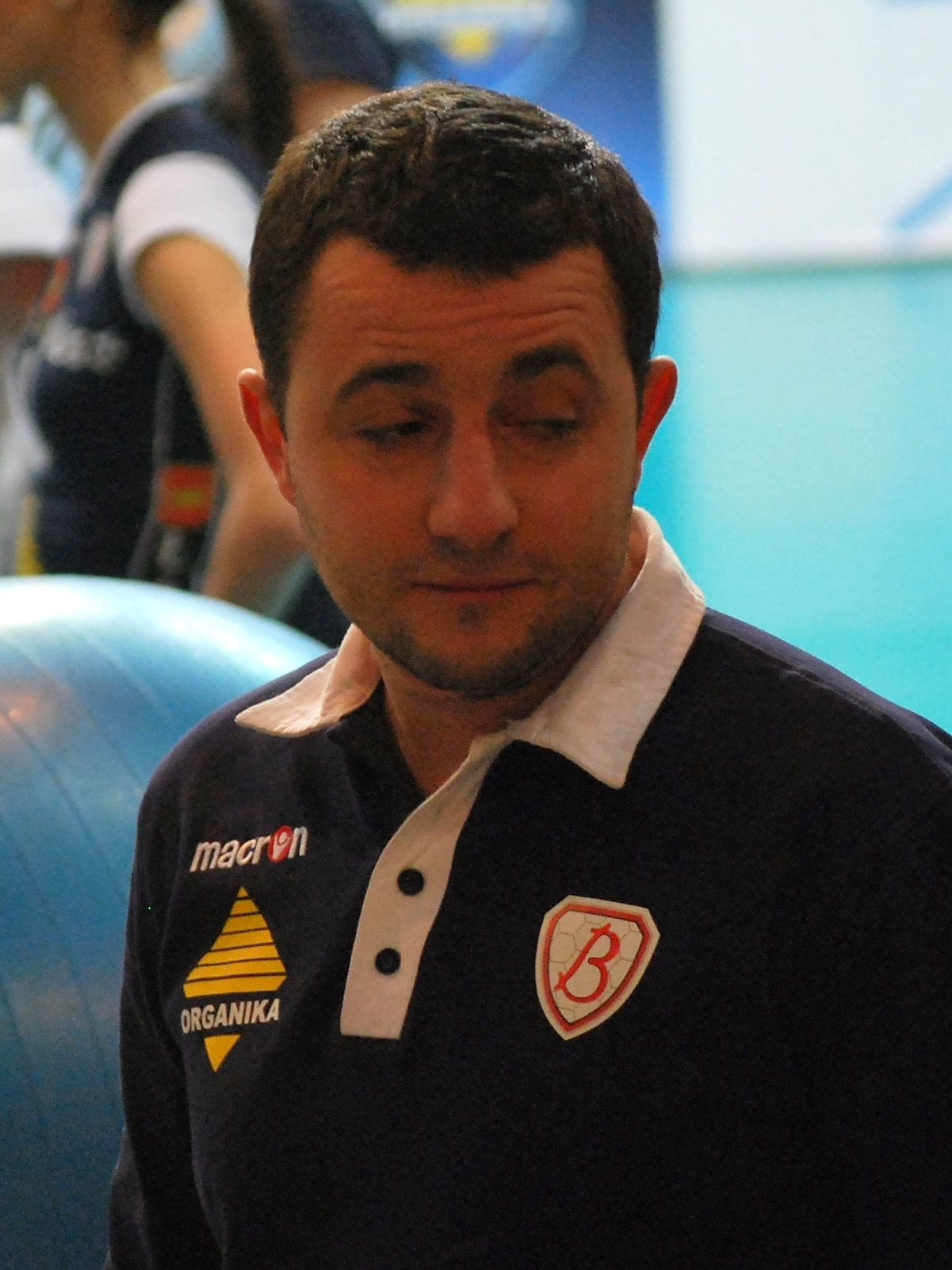
Prezes klubu Marcin Chudzik

- Prezes Budowlani SSA – Marcin Chudzik
- Członek Zarządu Budowlani SSA – Herbert Zych
- Członkowie Rady Nadzorczej – Zygmunt Pater, Artur Grot, Wiesław Chudzik, Piotr Kalinowski, Krzysztof Salwach, Zbigniew Knobloch, Sylwester Szymalak, Zbigniew Zacharkiewicz[143]

## Skład zespołu w sezonie 2025/2026[144]

### Zawodniczki
| Numer                     | Imię i nazwisko     | Data urodzenia           | Wzrost | Pozycja      |
| ------------------------- | ------------------- | ------------------------ | ------ | ------------ |
| 3                         | Karolina Drużkowska | 6 marca 2002(dts)        | 194    | przyjmująca  |
| 6                         | Aleksandra Wenerska | 3 stycznia 1994(dts)     | 185    | przyjmująca  |
| 11                        | Saša Planinšec      | 2 czerwca 1995(dts)      | 185    | środkowa     |
| 16                        | Kornelia Drosdowska | 30 listopada 2006(dts)   | 172    | libero       |
| 18                        | Justyna Łysiak      | 20 stycznia 1999(dts)    | 173    | libero       |
| 21                        | Alicja Grabka       | 9 maja 1998(dts)         | 178    | rozgrywająca |
| 24                        | Paulina Damaske     | 1 czerwca 2001(dts)      | 180    | przyjmująca  |
| Potwierdzone transfery    |                     |                          |        |              |
|                           | Maja Storck         | 8 października 1998(dts) | 184    | atakująca    |
|                           | Rodica Buterez      | 25 lipca 1999(dts)       | 190    | przyjmująca  |
|                           | Bruna Honório       | 3 lipca 1989(dts)        | 181    | atakująca    |
|                           | Joanna Pacak        | 9 czerwca 1996(dts)      | 187    | środkowa     |
|                           | Paulina Majkowska   | 6 lutego 1995(dts)       | 185    | środkowa     |
|                           | Nadia Siuda         | 6 czerwca 2007(dts)      | 177    | rozgrywająca |
| Niepotwierdzone transfery |                     |                          |        |              |
|                           | Agata Milewska      | 17 marca 2006(dts)       | 193    | środkowa     |

### Sztab szkoleniowy[151]
| Imię i nazwisko     | Funkcja                           |
| ------------------- | --------------------------------- |
| Maciej Biernat      | Trener                            |
| Krystian Pachliński | Asystent trenera                  |
| Marcin Nowak        | Asystent trenera                  |
| Tomasz Grodecki     | Trener przygotowania motorycznego |
| Michał Wrzeszcz     | Statystyk                         |
| Rafał Abramczyk     | Fizjoterapeuta                    |
| Marcin Chudzik      | Menedżer                          |

## Transfery
| Przychodzą                                                                      | Odchodzą                                                         |
| Sezon 2025/2026                                                                 | Sezon 2025/2026                                                  |
| ------------------------------------------------------------------------------- | ---------------------------------------------------------------- |
| pogrubioną czcionką zaznaczona jest zawodniczka, który może dołączyć do drużyny |                                                                  |
| Maja Storck - Cda Volley Talmassons                                             | Jelena Blagojević - zakończenie kariery                          |
| Rodica Buterez - CSO Voluntari 2005                                             | Terry Enweonwu - Proton Saratów                                  |
| Bruna Honório - KS DevelopRes Rzeszów                                           | Afedo Manyang - szuka klubu                                      |
| Joanna Pacak - BKS Bostik ZGO Bielsko-Biała                                     | Dominika Sobolska-Tarasova - zakończenie kariery                 |
| Paulina Majkowska - Béziers Volley                                              | Małgorzata Lisiak - Metalkas Pałac Bydgoszcz                     |
| Agata Milewska - ITA TOOLS Stal Mielec                                          | Kinga Różyńska - Metalkas Pałac Bydgoszcz                        |
| Nadia Siuda - SMS PZPS Szczyrk                                                  | Ewelina Wilińska - szuka klubu                                   |
|                                                                                 | Weronika Sobiczewska - ITA TOOLS Stal Mielec                     |
| Sezon 2024/2025                                                                 |                                                                  |
| Saša Planinšec - Jiangxi Shangrao Aofei                                         | MacKenzie May - Astemo Rivale Ibarak                             |
| Terry Enweonwu - Honda Olivero San Bernardo Cuneo                               | Ana Bjelica - Honda Olivero San Bernardo Cuneo                   |
| Paulina Damaske - BKS Bostik ZGO Bielsko-Biała                                  | Andrea Mitrovic - Shenzhen Zhongsai                              |
| Karolina Drużkowska - Energa MKS Kalisz                                         | Martyna Łazowska - VolleyWrocław                                 |
| Alicja Grabka - Energa MKS Kalisz                                               | Marta Pol - Energa MKS Kalisz                                    |
| Dominika Sobolska-Tarasova - Uyba Volley Busto Arsizio                          | Adrianna Kukulska - zakończenie kariery                          |
| Aleksandra Wenerska - Szent Benedek RA                                          |                                                                  |
| Kornelia Drosdowska - SMS PZPS Szczyrk / Budowlani Łódź (juniorki)              |                                                                  |
| zmiany kadrowe w trakcie sezonu                                                 |                                                                  |
| Afedo Manyang - Radnički Blasters Belgrad                                       |                                                                  |
| Sezon 2023/2024                                                                 |                                                                  |
| MacKenzie May - Volley Bergamo 1991                                             | Melis Durul - Igor Gorgonzola Novara                             |
| Ana Bjelica - CSM Târgoviște                                                    | Dominika Sobolska-Tarasova - Uyba Volley Busto Arsizio           |
| Andrea Mitrovic - Karayollari SK                                                | Monika Fedusio - Grupa Azoty Chemik Police                       |
| Weronika Sobiczewska - BKS Bostik Bielsko-Biała                                 | Aleksandra Kazała - Bahçelievler Belediyespor                    |
| Kinga Różyńska - OnlyBio Pałac Bydgoszcz                                        | Julia Kąkol - zakończenie kariery                                |
| Natalia Lijewska - Göztepe SK                                                   | Judyta Gawlak - Grupa Azoty AT Tarnów                            |
|                                                                                 | Justyna Kędziora - szuka klubu                                   |
|                                                                                 | Daria Skomorowska - Maccabi XT Hajfa                             |
| zmiany kadrowe w trakcie sezonu                                                 |                                                                  |
| Jelena Blagojević – Shenzhen Zhongsai                                           | Natalia Lijewska – UNI Opole                                     |
| Sezon 2022/2023                                                                 |                                                                  |
| Dominika Sobolska-Tarasova - Nilüfer Belediyespor                               | Ana Cleger - Shandong Rizhao Steel                               |
| Melis Durul - Nilüfer Belediyespor                                              | Zuzanna Górecka - ŁKS Commercecon Łódź                           |
| Aleksandra Kazała - BKS Bostik Bielsko-Biała                                    | Paulina Damaske - BKS Bostik Bielsko-Biała                       |
| Ewelina Polak - BKS Bostik Bielsko-Biała                                        | Weronika Centka - Developres Bella Dolina Rzeszów                |
| Julia Kąkol - Joker Świecie                                                     | Julia Szczurowska - Volleyball Wrocław                           |
| Adrianna Kukulska - Roleski Grupa Azoty PWSZ Tarnów                             | Anna Lewandowska - Polskie Przetwory Pałac Bydgoszcz             |
| Judyta Gawlak - Stal Mielec                                                     | Maja Pelczarska - KS Marba Sędziszów Małopolski                  |
| Sezon 2021/2022                                                                 |                                                                  |
| Ana Cleger - powrót z urlopu macierzyńskiego                                    | Veronica Jones-Perry - ŁKS Commercecon Łódź                      |
| Julia Szczurowska - Energa MKS Kalisz                                           | Maria Stenzel - Grupa Azoty Chemik Police                        |
| Justyna Łysiak - Energa MKS Kalisz                                              | Julia Nowicka - Allianz MTV Stuttgart                            |
| Maja Pelczarska - Stal Mielec                                                   | Oliwia Michalak - szuka klubu                                    |
| Martyna Łazowska - SMS PZPS Szczyrk                                             | Oliwia Poreda - MKS SAN-Pajda Jarosław                           |
| Daria Skomorowska - KS Enea Energetyk Poznań                                    |                                                                  |
| zmiany kadrowe w trakcie sezonu                                                 |                                                                  |
|                                                                                 | Jakub Głuszak (trener)                                           |
| Sezon 2020/2021                                                                 |                                                                  |
| Veronica Jones-Perry – E.Leclerc Radomka Radom                                  | Jaroslava Pencová – VK Brusno                                    |
| Zuzanna Górecka – Igor Gorgonzola Novara                                        | Anastasija Krajduba – Prometej Kamieńskie                        |
| Monika Fedusio – KS Pałac Bydgoszcz                                             | Kaiyi Ren – Beijing BAIC Motors                                  |
| Kornelia Moskwa – BKS Stal Bielsko-Biała                                        | Gabriela Maciągowski – Raiffeisen Volley Toggenburg              |
| Paulina Damaske – SMS PZPS Szczyrk                                              | Julia Twardowska – E.Leclerc Radomka Radom                       |
| Ewelina Tobiasz – Enea Energetyk Poznań                                         | Paulina Bałdyga – Grupa Azoty Chemik Police                      |
| Justyna Kędziora – Grupy Azoty PWSZ Jedynka Tarnów                              | Anna Bączyńska – Volleyball Wrocław                              |
| Oliwia Michalak – AZS Politechnika Śląska Gliwice                               | Agata Babicz – szuka klubu                                       |
|                                                                                 | Karolina Garstka – Flagler College                               |
| zmiany kadrowe w trakcie sezonu                                                 |                                                                  |
| Weronika Centka – Energa MKS Kalisz                                             | Kornelia Moskwa – E.Leclerc Radomka Radom                        |
| Oliwia Poreda – MKS Kalisz (juniorki)                                           | Ewelina Tobiasz – urlop macierzyński                             |
| Sezon 2019/2020                                                                 |                                                                  |
| Charlotte Leys – Galatasaray SK                                                 | Jovana Brakočević-Canzian – Igor Gorgonzola Novara               |
| Anastasija Krajduba – Jenisiej Krasnojarsk                                      | Femke Stoltenborg – CS Volei Alba-Blaj                           |
| Gabriela Maciągowski – Loyola University Chicago                                | Magdalena Stysiak – Savino Del Bene Scandicci                    |
| Julia Nowicka – BKS Profi Credit Bielsko-Biała                                  | Gabriela Polańska – KS DevelopRes Rzeszów                        |
| Paulina Bałdyga – UKS Jedynka Tarnów                                            | Ewelina Tobiasz – KS Energetyk Poznań                            |
| Anna Lewandowska – Wisła Warszawa                                               | Oliwia Urban – Enea PTPS Piła                                    |
|                                                                                 | Justyna Kędziora – KSZO Ostrowiec Świętokrzyski                  |
| zmiany kadrowe w trakcie sezonu                                                 |                                                                  |
|                                                                                 | Charlotte Leys – szuka klubu                                     |
| Sezon 2018/2019                                                                 |                                                                  |
| Jovana Brakočević-Canzian – CSM Bukareszt                                       | Kaja Grobelna – Unet E-Work Busto Arsizio                        |
| Jaroslava Pencová – SAB Volley Legnano                                          | Pavla Vincourová – PVK Olymp Praga                               |
| Femke Stoltenborg – Allianz MTV Stuttgart                                       | Hana Čutura – Nantes VB                                          |
| Maria Stenzel – Volleyball Wrocław                                              | Agnieszka Kąkolewska – Pomì Casalmaggiore                        |
| Agata Babicz – Enea PTPS Piła                                                   | Martyna Grajber – Chemik Police                                  |
| Małgorzata Śmieszek – Polski Cukier Muszynianka Muszyna                         | Agata Witkowska – (przerwa w karierze)                           |
| Koleta Łyszkiewicz – KSZO Ostrowiec Świętokrzyski                               | Ewelina Polak – Legionovia Legionowo                             |
| Ewelina Tobiasz – Tauron MKS Dąbrowa Górnicza                                   | Julia Piotrowska – Enea PTPS Piła                                |
| Oliwia Urban – Enea PTPS Piła                                                   |                                                                  |
| zmiany kadrowe w trakcie sezonu                                                 |                                                                  |
| Magdalena Stysiak – Chemik Police                                               | Koleta Łyszkiewicz – KSZO Ostrowiec Świętokrzyski                |
| Anna Bączyńska – E.Leclerc Radomka Radom                                        |                                                                  |
| Sezon 2017/2018                                                                 |                                                                  |
| Hana Čutura – Nantes VB                                                         | Heike Beier – zakończenie kariery                                |
| Agata Witkowska – Unedo Yamamay Busto Arsizio                                   | Sylwia Pycia – zakończenie kariery                               |
| Agnieszka Kąkolewska – Impel Wrocław                                            | Natalia Strózik – ECO AZS Uni Opole                              |
| Zuzanna Czyżnielewska – KSZO Ostrowiec Świętokrzyski                            | Paulina Maj-Erwardt – urlop macierzyński                         |
| Ewelina Polak – KSZO Ostrowiec Świętokrzyski                                    | Sylwia Pelc – WTS Solna Wieliczka                                |
| Julia Piotrowska – KSZO Ostrowiec Świętokrzyski                                 | Ewelina Tobiasz – Tauron MKS Dąbrowa Górnicza                    |
| Adrianna Muszyńska – SMS PZPS Szczyrk                                           | Monika Kutyła – Wisła Warszawa                                   |
| Justyna Kędziora – Młoda Liga Kobiet                                            | Simona Dreczka – Tauron MKS Dąbrowa Górnicza                     |
| zmiany kadrowe w trakcie sezonu                                                 |                                                                  |
|                                                                                 | Zuzanna Czyżnielewska – KS Pałac Bydgoszcz                       |
| Sezon 2016/2017                                                                 |                                                                  |
| Kaja Grobelna – VC Stuttgart                                                    | Daiana Mureșan –                                                 |
| Sylwia Pelc – MKS Muszyna                                                       | Dorota Medyńska – MKS Muszyna                                    |
| Paulina Maj-Erwardt – Chemik Police                                             | Ewelina Brzezińska – BKS Aluprof Profi Credit Bielsko-Biała      |
| Monika Kutyła – Wisła Warszawa                                                  | Aleksandra Liniarska –                                           |
| Natalia Strózik – BKS Bielsko Biała                                             | Aleksandra Gromadowska – siatkówka plażowa                       |
|                                                                                 | Jacek Pasiński (trener)                                          |
| Sezon 2015/2016                                                                 |                                                                  |
| Heike Beier – BKS Aluprof Bielsko-Biała                                         | Magdalena Śliwa – MKS Dąbrowa Górnicza                           |
| Pavla Vincourová – Savino Del Bene Scandicci                                    | Natalia Skrzypkowska – Muszynianka Muszyna                       |
| Daiana Mureșan – Savino Del Bene Scandicci                                      | Emilia Kajzer – Legionovia Legionowo                             |
| Ewelina Tobiasz – KSZO Ostrowiec Świętokrzyski                                  | Joanna Pacak – Legionovia Legionowo                              |
| Julia Twardowska – KS Pałac Bydgoszcz                                           | Aleksandra Sikorska – Impel Wrocław                              |
| Jacek Pasiński (trener)                                                         | Sanja Popović – Leningradka Petersburg                           |
| Aleksandra Gromadowska – Impel Wrocław                                          | Valérie Courtois                                                 |
| Aleksandra Liniarska – MKS Dąbrowa Górnicza                                     |                                                                  |
| Sezon 2014/2015                                                                 |                                                                  |
| Dorota Medyńska – Impel Wrocław                                                 | Jakub Głuszak (asystent trenera) – Chemik Police                 |
| Gabriela Polańska – powrót po urlopie                                           | Agata Durajczyk – Trefl Sopot                                    |
| Emilia Kajzer – PTPS Piła                                                       | Anita Kwiatkowska – Impel Wrocław                                |
| Ewelina Sieczka – Impel Wrocław                                                 | Ewa Cabajewska – Sparta Warszawa                                 |
| Sanja Popović – Dinamo Moskwa                                                   | Olha Tracz – ASPTT Miluza                                        |
| Joanna Pacak – SMS PZPS Sosnowiec                                               | Tabitha Love – Azəryol Baku                                      |
| Valérie Courtois – VC Oudegem                                                   | Noris Cabrera – Stod Volley                                      |
| zmiany kadrowe w trakcie sezonu                                                 |                                                                  |
| Jacek Nawrocki (trener)                                                         | Adam Grabowski (trener)                                          |
| Sezon 2013/2014                                                                 |                                                                  |
| Adam Grabowski (trener) – Trefl Sopot                                           | Maciej Kosmol (trener) – Legionovia Legionowo                    |
| Ewa Cabajewska – AZS Białystok                                                  | Courtney Thompson – Voléro Zurych                                |
| Martyna Grajber – SMS PZPS Sosnowiec                                            | Paola Ampudia – Jakarta Electric PLN                             |
| Anita Kwiatkowska – Trefl Sopot                                                 | Marta Wójcik                                                     |
| Natalia Nuszel – MKS Dąbrowa Górnicza                                           | Dominika Golec – KS Murowana Goślina                             |
| Magdalena Śliwa – MKS Dąbrowa Górnicza                                          | Magdalena Piątek – Muszynianka Muszyna                           |
| Olha Tracz – Olympiakos Pireus                                                  | Aleksandra Kruk – AEK Ateny                                      |
| Tabitha Love – Criollas de Caguas                                               | Ewelina Mikołajewska – PWSZ Karpaty Krosno                       |
| Noris Cabrera – Trefl Sopot                                                     |                                                                  |
| Sezon 2012/2013                                                                 |                                                                  |
| Alessandro Lodi (II trener)                                                     | Ana Grbac – Azərreyl Baku                                        |
| Jakub Głuszak (statystyk) – Muszynianka Muszyna                                 | Luana de Paula – Pays d'Aix Venelles                             |
| Sylwia Pycia – Stal Mielec                                                      | Katarzyna Ciesielska – urlop                                     |
| Dorota Ściurka – MKS Dąbrowa Górnicza                                           | Anita Kwiatkowska – Trefl Sopot                                  |
| Aleksandra Kruk – AZS Białystok                                                 | Joanna Mirek – Chemik Police                                     |
| Agata Durajczyk – AZS Białystok                                                 | Katarzyna Mróz – Chemik Police                                   |
| Soraia dos Santos – Acqua Paradiso Busnago                                      | Matea Ikić – IHF Volley Frosinone                                |
| Courtney Thompson – Lancheras de Cataño                                         | Alessandro Lodi (II trener) – odszedł w trakcie sezonu           |
| Aleksandra Sikorska – Sparta Warszawa                                           | Soraia dos Santos – Gazi Üniversitesi – odeszła w trakcie sezonu |
| Magdalena Piątek – Muszynianka Muszyna                                          | Katarzyna Bryda – odeszła w trakcie sezonu                       |
| Paola Ampudia – İqtisadçı Baku – przyszła w trakcie sezonu                      |                                                                  |
| Sezon 2011/2012                                                                 |                                                                  |
| Mauro Masacci (trener) – Azzurra Volley San Casciano                            | Małgorzata Niemczyk (trener)                                     |
| Anita Kwiatkowska – Stal Mielec                                                 | Katarzyna Zaroślińska – MKS Dąbrowa Górnicza                     |
| Ana Grbac – Voléro Zurych                                                       | Julija Szełuchina – Pałac Bydgoszcz                              |
| Dominika Koczorowska – Stal Mielec                                              | Marta Szymańska – Stal Mielec                                    |
| Katarzyna Mróz – Pałac Bydgoszcz                                                | Sylwia Wojcieska – Dinamo Bukareszt                              |
| Hélène Rousseaux – Voléro Zurych                                                | Michela Teixeira                                                 |
| Ewelina Mikołajewska – TPS Rumia                                                | Karla Echenique – Deportivo Nacional                             |
| Matea Ikić – przyszła w trakcie sezonu                                          | Karolina Kosek – Azerrail – odeszła w trakcie sezonu             |
|                                                                                 | Mauro Masacci (trener) – odszedł w trakcie sezonu                |
|                                                                                 | Hélène Rousseaux – odeszła w trakcie sezonu                      |
| Sezon 2010/2011                                                                 |                                                                  |
| Joanna Mirek – Muszynianka Muszyna                                              | Małgorzata Niemczyk – kończy karierę                             |
| Marta Szymańska – Trefl Sopot                                                   | Katarzyna Jaszewska – Gwardia Wrocław                            |
| Sylwia Wojcieska – Stal Mielec                                                  | Anna Nowakowska – VC Stuttgart                                   |
| Kathleen Olsovsky – Gigantes de Carolina                                        | Dominika Koczorowska – Stal Mielec                               |
| Maciej Kosmol (II trener/statystyk) – Sparta Warszawa                           | Katarzyna Jóźwicka – LTS Legionovia Legionowo                    |
| Karla Echenique – Mirador – przyszła w trakcie sezonu                           | Sylwia Jasińska – urlop macierzyński                             |
| Małgorzata Niemczyk (trener) – przyszła w trakcie sezonu                        | Oskar Kaczmarczyk (statystyk) – ZAKSA Kędzierzyn-Koźle           |
|                                                                                 | Kathleen Olsovsky – odeszła w trakcie sezonu                     |
|                                                                                 | Wiesław Popik (trener) – odszedł w trakcie sezonu                |
| Sezon 2009/2010                                                                 |                                                                  |
| Wiesław Popik (trener) – Stal Mielec                                            | Agnieszka Wołoszyn – Jedynka Aleksandrów Łódzki                  |
| Katarzyna Zaroślińska – Stal Mielec                                             | Karolina Wiśniewska – Jedynka Aleksandrów Łódzki                 |
| Dominika Koczorowska – AZS Białystok                                            | Marta Wankiewicz – Jedynka Aleksandrów Łódzki                    |
| Anna Nowakowska – Dresdner SC                                                   | Kinga Baran – LTS Legionovia Legionowo                           |
| Karolina Kosek – 1. VC Wiesbaden                                                | Joanna Bednarek                                                  |
| Michela Teixeira – PTPS Piła                                                    | Jacek Pasiński (II trener) – odszedł w trakcie sezonu            |
| Katarzyna Bryda – SMS PZPS Sosnowiec                                            |                                                                  |
| Oskar Kaczmarczyk – Jadar Radom                                                 |                                                                  |
| Luana de Paula – Rexona – przyszła w trakcie sezonu                             |                                                                  |
| Sezon 2008/2009                                                                 |                                                                  |
| Katarzyna Jaszewska – Aluprof Bielsko-Biała                                     | Anna Rudzka-Adamiak – kończy karierę                             |
| Marta Pluta – Pałac Bydgoszcz                                                   | Aleksandra Kuźmin – Jedynka Aleksandrów Łódzki                   |
| Julija Szełuchina – PTPS Piła                                                   | Katarzyna Łubis – Jedynka Aleksandrów Łódzki                     |
| Karolina Wiśniewska – AZS AWF Poznań                                            | Magdalena Blomberg – Jedynka Aleksandrów Łódzki                  |
| Katarzyna Jóźwicka – AZS AWF Warszawa                                           |                                                                  |
| Sezon 2007/2008                                                                 |                                                                  |
| Małgorzata Niemczyk – Gedania Gdańsk                                            | Katarzyna Ligwińska – SPS Politechnika Częstochowska             |
| Kinga Baran – AZS Białystok                                                     | Ewa Kaczmarek                                                    |
| Joanna Bednarek – AZS KSZO Ostrowiec Świętokrzyski                              | Agnieszka Adamska                                                |
| Magdalena Blomberg – Skra KPS Bełchatów                                         | Małgorzata Bednarska                                             |
| Marta Wankiewicz – Jedynka Aleksandrów Łódzki                                   |                                                                  |
| Sezon 2006/2007                                                                 |                                                                  |
| Jacek Pasiński (trener) – Start Łódź                                            |                                                                  |
| Anna Rudzka-Adamiak – Start Łódź                                                |                                                                  |
| Agnieszka Wołoszyn – ŁKS Łódź                                                   |                                                                  |
| Sylwia Jasińska – ŁKS Łódź                                                      |                                                                  |
| Katarzyna Ciesielska – ŁKS Łódź                                                 |                                                                  |
| Katarzyna Łubis – ŁKS Łódź                                                      |                                                                  |
| Aleksandra Kuźmin – ŁKS Łódź                                                    |                                                                  |
| Ewa Kaczmarek – Mazovia Rawa Mazowiecka                                         |                                                                  |
| Katarzyna Ligwińska – przyszła w trakcie sezonu                                 |                                                                  |
| Agnieszka Adamska                                                               |                                                                  |
| Małgorzata Bednarska                                                            |                                                                  |

## Obcokrajowcy w zespole
| Lata gry            | Imię i nazwisko            | Pozycja                |
| ------------------- | -------------------------- | ---------------------- |
| 2005-2006 2008-2011 | Julija Szełuchina          | środkowa               |
| 2009-2011           | Michela Teixeira           | przyjmująca            |
| 2010-2010           | Kathleen Olsovsky          | atakująca              |
| 2011-2011           | Karla Echenique            | rozgrywająca           |
| 2011-2012           | Matea Ikić                 | przyjmująca            |
| 2011-2012           | Ana Grbac                  | rozgrywająca           |
| 2011-2012           | Hélène Rousseaux           | przyjmująca            |
| 2012-2012           | Soraia dos Santos          | atakująca              |
| 2012-2013           | Paola Ampudia              | przyjmująca            |
| 2012-2013           | Courtney Thompson          | rozgrywająca           |
| 2013-2014           | Noris Cabrera              | przyjmująca            |
| 2013-2014           | Tabitha Love               | przyjmująca, atakująca |
| 2013-2014           | Olha Tracz                 | środkowa               |
| 2014-2015           | Sanja Popović              | atakująca              |
| 2014-2015           | Valérie Courtois           | libero                 |
| 2015-2016           | Daiana Mureșan             | atakująca              |
| 2015-2017           | Heike Beier                | przyjmująca            |
| 2015-2018           | Pavla Vincourová           | rozgrywająca           |
| 2016-2018           | Kaja Grobelna              | atakująca              |
| 2017-2018           | Hana Čutura                | przyjmująca            |
| 2018-2019           | Femke Stoltenborg          | rozgrywająca           |
| 2018-2019           | Jovana Brakočević-Canzian  | atakująca              |
| 2018-2020           | Jaroslava Pencová          | środkowa               |
| 2019-2020           | Charlotte Leys             | przyjmująca            |
| 2019-2020           | Anastasija Krajduba        | atakująca              |
| 2020-2020           | Kaiyi Ren                  | przyjmująca            |
| 2020-2021           | Veronica Jones-Perry       | atakująca              |
| 2021-2022           | Ana Cleger                 | atakująca              |
| 2022-2023           | Melis Durul                | atakująca              |
| 2022-2023           | Dominika Sobolska-Tarasova | środkowa               |
| 2023-2024           | MacKenzie May              | przyjmująca            |
| 2023-2024           | Andrea Mitrovic            | przyjmująca            |
| 2023-2024           | Ana Bjelica                | atakująca              |
| 2024-2025           | Jelena Blagojević          | przyjmująca            |
| 2024-2025           | Terry Enweonwu             | atakująca              |
| 2024-               | Saša Planinšec             | środkowa               |
| 2025-               | Bruna Honório              | atakująca              |
| 2025-               | Rodica Buterez             | przyjmująca            |
| 2025-               | Maja Storck                | atakująca              |

## Prezesi i trenerzy klubu

### Prezesi
| Imię i nazwisko | Okres pełnienia funkcji | Okres pełnienia funkcji |
| --------------- | ----------------------- | ----------------------- |
| Wiesław Chudzik | 2006                    | 10.2009                 |
| Marcin Chudzik  | 10.2009                 | obecnie                 |

### Trenerzy
| Imię i nazwisko       | Okres pełnienia funkcji | Okres pełnienia funkcji |
| --------------------- | ----------------------- | ----------------------- |
| Jacek Pasiński        | 2006                    | 05.2009                 |
| Wiesław Popik         | 05.2009                 | 02.2011                 |
| Małgorzata Niemczyk   | 02.2011                 | 05.2011                 |
| Mauro Masacci         | 05.2011                 | 01.2012                 |
| Maciej Kosmol         | 01.2012                 | 04.2013                 |
| Adam Grabowski        | 06.2013                 | 11.2014                 |
| Błażej Krzyształowicz | 11.2014                 | 06.2015                 |
| Jacek Pasiński        | 06.2015                 | 07.2016                 |
| Błażej Krzyształowicz | 08.2016                 | 06.2021                 |
| Jakub Głuszak         | 07.2021                 | 02.2022                 |
| Maciej Biernat        | 02.2022                 |                         |

## Hala sportowa

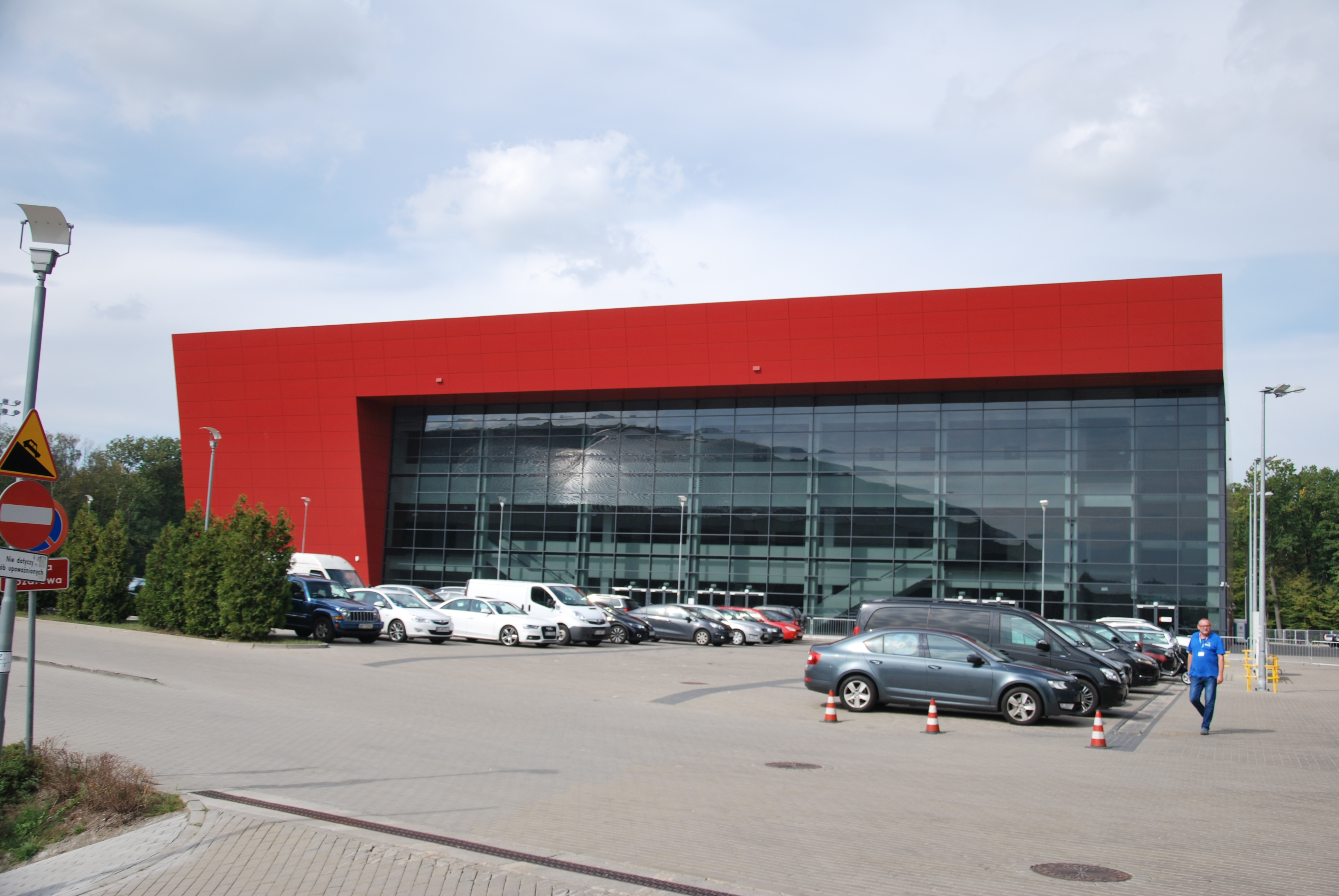
hala im. Józefa Żylińskiego

Od sezonu 2018/2019 zespół rozgrywa swoje spotkania w hali im. Józefa Żylińskiego. Obiekt położony przy alei Unii Lubelskiej 2 został oddany do użytku w maju 2018 roku. Widownia może pomieścić ok. 3000 osób. W latach 2006–2010 łodzianki występowały w hali CSiR Parkowa położonej przy ulicy Małachowskiego 5/7, zaś w latach 2010–2012 Budowlani rozgrywali swoje mecze w Hali Sportowej MOSiR mieszczącej się przy ul. ks. Skorupki 21. W latach 2012–2018. miejscem rozgrywania spotkań łódzkich siatkarek była Atlas Arena. Obiekt położony przy alei Bandurskiego 7 został oddany do użytku w czerwcu 2009 roku i jest jednym z największych obiektów tego typu w Polsce. Posiada największą wśród wszystkich polskich hal sportowych widownię stałą mogącą pomieścić 10 049 osób, a pojemność całkowita to 13 806 miejsc.

## Europejskie puchary

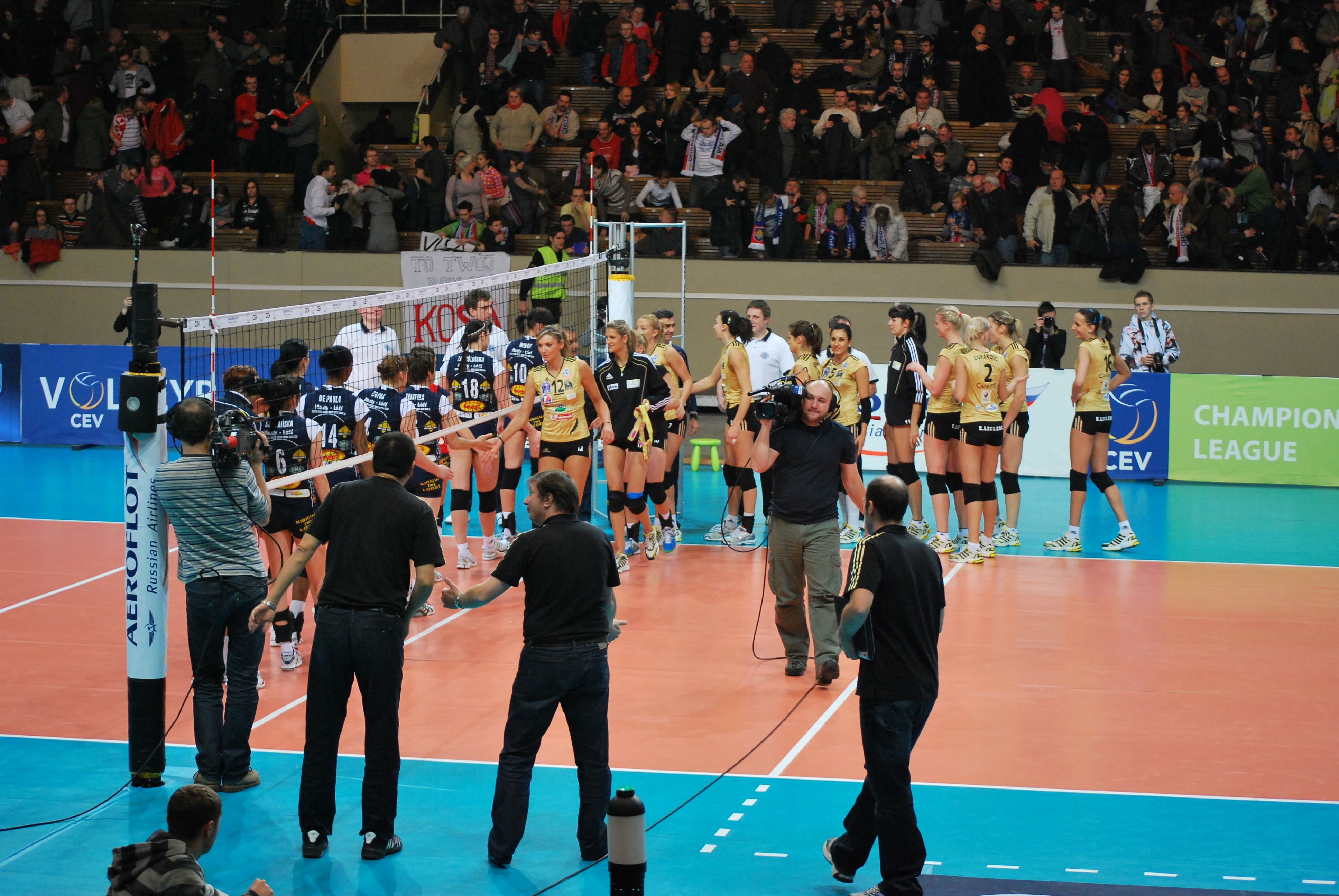
Mecz Ligi Mistrzyń Organika Budowlani Łódź - RC Cannes, 04.01.2011

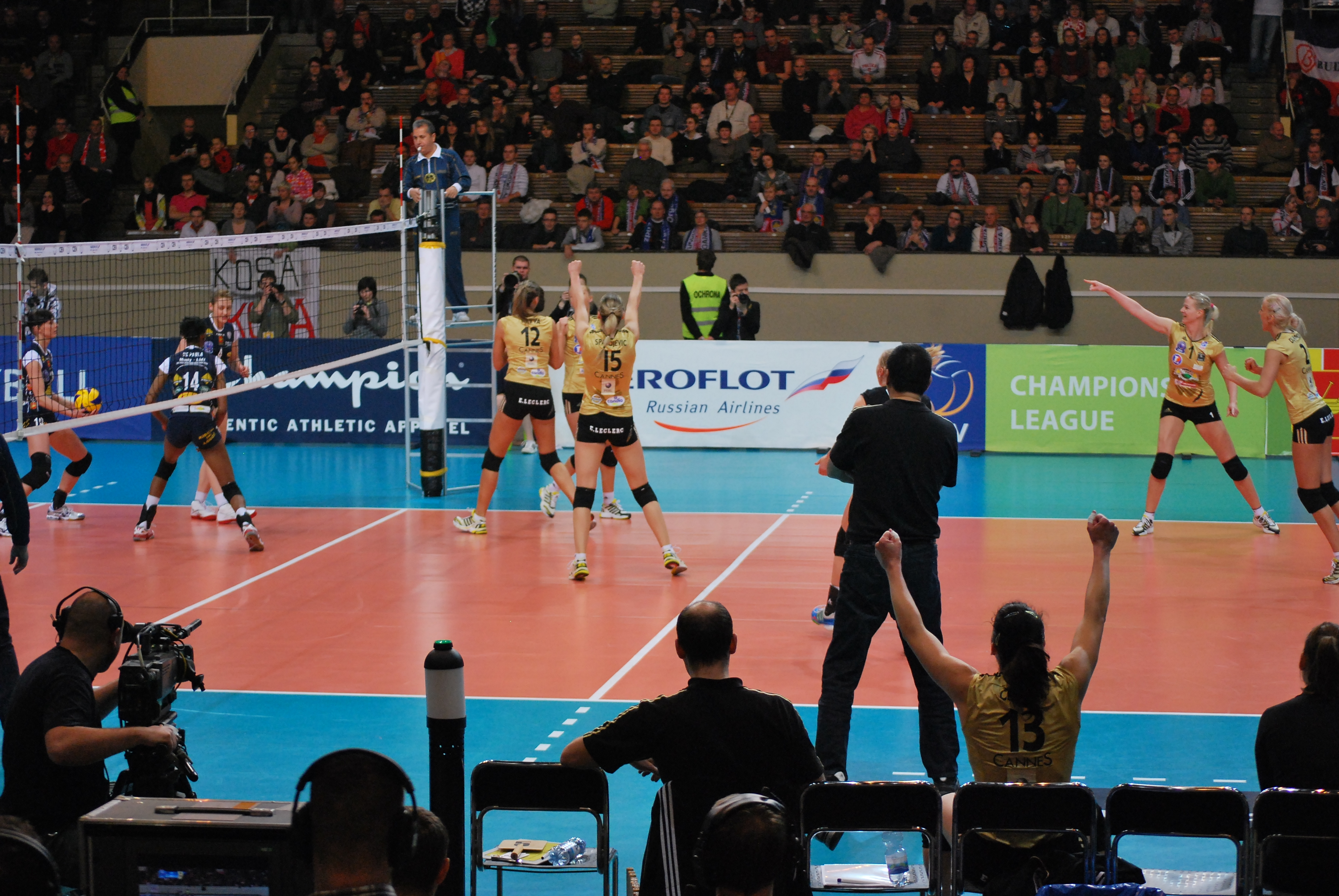
Mecz Ligi Mistrzyń Organika Budowlani Łódź - RC Cannes, 04.01.2011

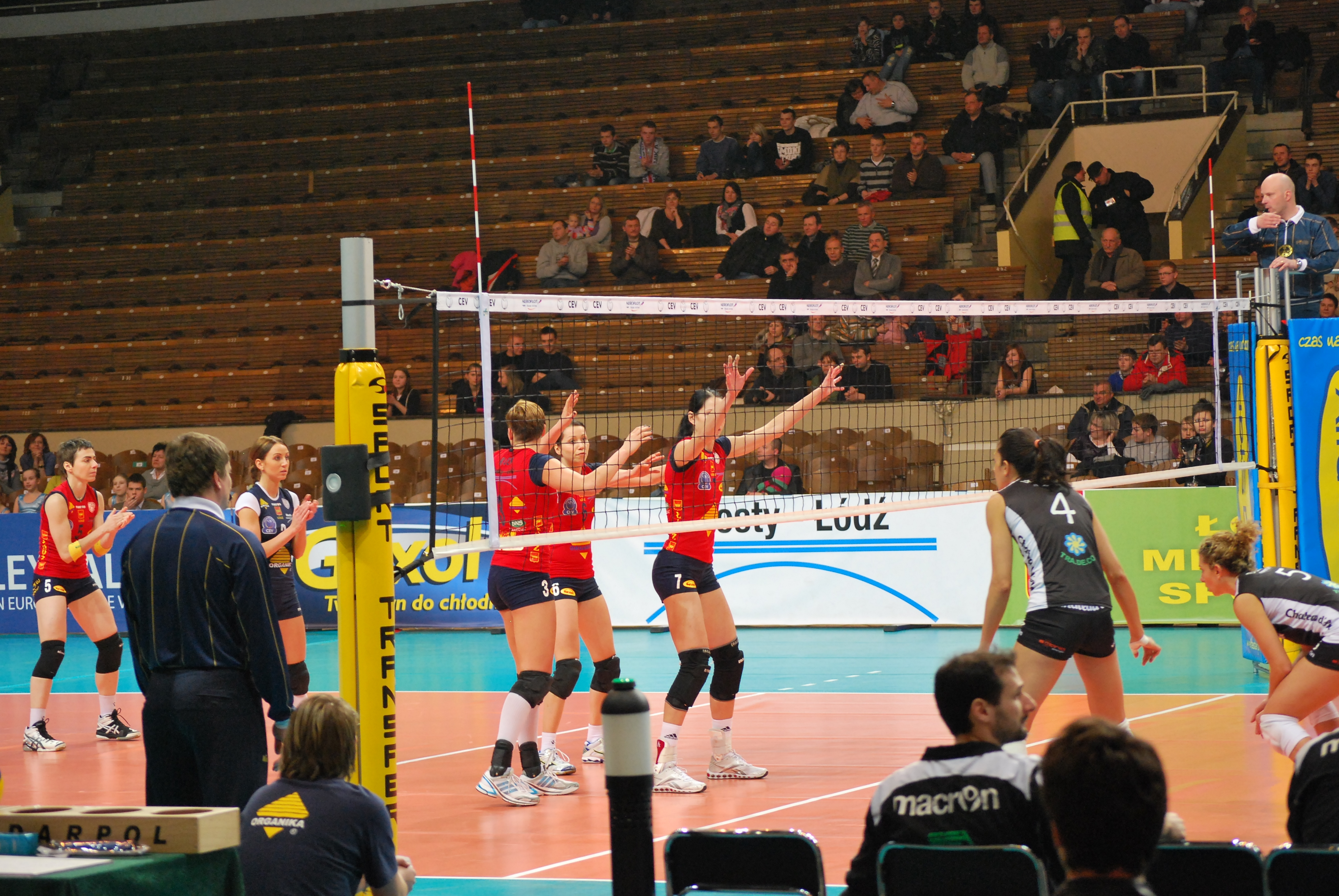
Mecz Pucharu CEV Organika Budowlani Łódź - Chateau d'Ax Urbino, 24.02.2011

| Data                    | Gospodynie                | Goście                    | Wynik                                             |                         |
| Liga Mistrzyń 2010/2011 | Liga Mistrzyń 2010/2011   | Liga Mistrzyń 2010/2011   | Liga Mistrzyń 2010/2011                           | Liga Mistrzyń 2010/2011 |
| Faza grupowa            | Faza grupowa              | Faza grupowa              | Faza grupowa                                      | Faza grupowa            |
| ----------------------- | ------------------------- | ------------------------- | ------------------------------------------------- | ----------------------- |
| 23.11.2010              | Organika Budowlani Łódź   | MC-Carnaghi Villa Cortese | 1:3 (19:25, 17:25, 25:16, 15:25)                  |                         |
| 01.12.2010              | RC Cannes                 | Organika Budowlani Łódź   | 3:0 (25:12, 25:22, 26:24)                         |                         |
| 08.12.2010              | VK Modřanská Prostějov    | Organika Budowlani Łódź   | 3:0 (25:17, 25:15, 25:21)                         |                         |
| 15.12.2010              | Organika Budowlani Łódź   | VK Modřanská Prostějov    | 3:2 (16:25, 20:25, 29:27, 28:26, 15:11)           |                         |
| 04.01.2011              | Organika Budowlani Łódź   | RC Cannes                 | 0:3 (18:25, 22:25, 16:25)                         |                         |
| 11.01.2011              | MC-Carnaghi Villa Cortese | Organika Budowlani Łódź   | 3:1 (18:25, 25:19, 25:15, 25:21)                  |                         |
| Puchar CEV 2010/2011    |                           |                           |                                                   |                         |
| Runda Challenge         |                           |                           |                                                   |                         |
| 24.02.2011              | Organika Budowlani Łódź   | Chateau d'Ax Urbino       | 0:3 (14:25, 20:25, -18:25)                        |                         |
| 02.03.2011              | Chateau d'Ax Urbino       | Organika Budowlani Łódź   | 3:2 (25:19, 26:28, 21:25, 25:9, 15:5)             |                         |
| Puchar CEV 2016/2017    |                           |                           |                                                   |                         |
| 1/16 finału             |                           |                           |                                                   |                         |
| 11.01.2017              | ŽOK Luka Bar              | Grot Budowlani Łódź       | 0:3 (15:25, 14:25, 22:25)                         |                         |
| 25.01.2017              | Grot Budowlani Łódź       | ŽOK Luka Bar              | 3:0 (25:9, 25:14, 25:17)                          |                         |
| 1/8 finału              |                           |                           |                                                   |                         |
| 08.02.2017              | Grot Budowlani Łódź       | RC Cannes                 | 3:0 (25:20, 26:24, 25:18)                         |                         |
| 22.02.2017              | RC Cannes                 | Grot Budowlani Łódź       | 3:2 (25:20, 23:25, 28:30, 25:13, 15:13)           |                         |
| 1/4 finału              |                           |                           |                                                   |                         |
| 08.03.2017              | Galatasaray Stambuł       | Grot Budowlani Łódź       | 3:1 (25:15, 25:27, 25:14, 25:17)                  |                         |
| 15.03.2017              | Grot Budowlani Łódź       | Galatasaray Stambuł       | 0:3 (23:25, 18:25, 17:25)                         |                         |
| Liga Mistrzyń 2017/2018 |                           |                           |                                                   |                         |
| Faza grupowa            |                           |                           |                                                   |                         |
| 21.12.2017              | Grot Budowlani Łódź       | Dinamo Moskwa             | 0:3 (18:25, 20:25, 23:25)                         |                         |
| 10.01.2018              | VakıfBank Stambuł         | Grot Budowlani Łódź       | 3:1 (25:16, 24:26, 25:15, 25:16)                  |                         |
| 23.01.2018              | Galatasaray Stambuł       | Grot Budowlani Łódź       | 3:0 (25:16, 25:21, 25:17)                         |                         |
| 06.02.2018              | Grot Budowlani Łódź       | Galatasaray Stambuł       | 1:3 (9:25, 18:25, 25:13, 15:25)                   |                         |
| 20.02.2018              | Grot Budowlani Łódź       | VakıfBank Stambuł         | 0:3 (13:25, 22:25, 16:25)                         |                         |
| 27.02.2018              | Dinamo Moskwa             | Grot Budowlani Łódź       | 3:0 (25:12, 25:13, 25:20)                         |                         |
| Liga Mistrzyń 2018/2019 |                           |                           |                                                   |                         |
| Faza grupowa            |                           |                           |                                                   |                         |
| 22.11.2018              | Igor Gorgonzola Novara    | Grot Budowlani Łódź       | 3:0 (25:19, 25:19, 25:20)                         |                         |
| 20.12.2018              | Grot Budowlani Łódź       | RC Cannes                 | 3:0 (25:23, 25:23, 25:28)                         |                         |
| 23.01.2019              | Grot Budowlani Łódź       | Minczanka Mińsk           | 3:0 (25:22, 25:21, 26:24)                         |                         |
| 05.02.2019              | RC Cannes                 | Grot Budowlani Łódź       | 2:3 (25:18, 23:25, 25:22, 18:25, 8:15)            |                         |
| 19.02.2019              | Grot Budowlani Łódź       | Igor Gorgonzola Novara    | 0:3 (19:25, 16:25, 11:25)                         |                         |
| 26.02.2019              | Minczanka Mińsk           | Grot Budowlani Łódź       | 1:3 (19:25, 19:25, 25:18, 21:25)                  |                         |
| Liga Mistrzyń 2019/2020 |                           |                           |                                                   |                         |
| Faza grupowa            |                           |                           |                                                   |                         |
| 20.11.2019              | Grot Budowlani Łódź       | LP Viesti Salo            | 3:1 (25:16, 25:12, 18:25, 25:22)                  |                         |
| 28.11.2019              | Fenerbahçe Stambuł        | Grot Budowlani Łódź       | 3:0 (25:20, 25:12, 25:13)                         |                         |
| 18.12.2019              | Grot Budowlani Łódź       | Eczacıbaşı Stambuł        | 0:3 (17:25, 16:25, 22:25)                         |                         |
| 22.01.2020              | Grot Budowlani Łódź       | Fenerbahçe Stambuł        | 0:3 (20:25, 21:25, 22:25)                         |                         |
| 05.02.2020              | LP Viesti Salo            | Grot Budowlani Łódź       | 0:3 (31:33, 21:25, 19:25)                         |                         |
| 18.02.2020              | Eczacıbaşı Stambuł        | Grot Budowlani Łódź       | 3:2 (17:25, 25:27, 25:19, 25:21, 15:7)            |                         |
| Puchar CEV 2022/2023    |                           |                           |                                                   |                         |
| 1/16 finału             |                           |                           |                                                   |                         |
| 14.12.2022              | Grot Budowlani Łódź       | CSO Voluntari 2005        | 3:0 (25:21, 25:16, 25:11)                         |                         |
| 21.12.2022              | CSO Voluntari 2005        | Grot Budowlani Łódź       | 2:3 (26:24, 25:19, 24:26, 20:25, 11:15)           |                         |
| 1/8 finału              |                           |                           |                                                   |                         |
| 11.01.2023              | CV Gran Canaria           | Grot Budowlani Łódź       | 3:1 (20:25, 25:10, 25:21, 25:22)                  |                         |
| 18.01.2023              | Grot Budowlani Łódź       | CV Gran Canaria           | 3:1 (25:12, 25:21, 20:25, 25:16, złoty set: 15:9) |                         |
| Runda play-off          |                           |                           |                                                   |                         |
| 31.01.2023              | VDK Gent Dames            | Grot Budowlani Łódź       | 0:3 (20:25, 18:25, 18:25)                         |                         |
| 07.02.2023              | Grot Budowlani Łódź       | VDK Gent Dames            | 3:0 (25:20, 25:17, 25:21)                         |                         |
| Ćwierćfinał             |                           |                           |                                                   |                         |
| 22.02.2023              | CS Volei Alba-Blaj        | Grot Budowlani Łódź       | 3:1 (25:23, 25:13, 25:27, 25:19)                  |                         |
| 01.03.2023              | Grot Budowlani Łódź       | CS Volei Alba-Blaj        | 2:3 (25:21, 23:25, 22:25, 25:21, 10:15)           |                         |

## Sponsorzy i partnerzy
Sponsorzy tytularni:
- Urząd Miasta Łodzi

Sponsorzy główni:
- Przedsiębiorstwo Robót Mostowych "Mosty-Łódź" SA
- Przedsiębiorstwo Gospodarki Komunalnej Termy Uniejów Sp. z o.o. w Uniejowie
- Centrum Elektryczne "Ania" Boguccy Sp. z o.o. Sp.k.
- Technitel Polska SA

Partnerzy:
- Energomontaż-Północ Bełchatów Sp. z o.o.
- beli.pl
- Miejskie Przedsiębiorstwo Oczyszczania – Łódź Sp. z o.o.
- Zakład Wodociągów i Kanalizacji Sp. z o.o. w Łodzi
- Urząd Marszałkowski Województwa Łódzkiego
- "Gross" Sp.j.
- Remondis Sp. z o.o.
- Veolia Energia Łódź SA
- Medical SPA Hotel Lawendowe Termy
- SKB Development Sp. z o.o. Sp.k.
- Zakłady Chemiczne "Organika" SA
- Klub I'm Fit
- Pruszyński Sp. z o.o.[176]